# Vorarlberg

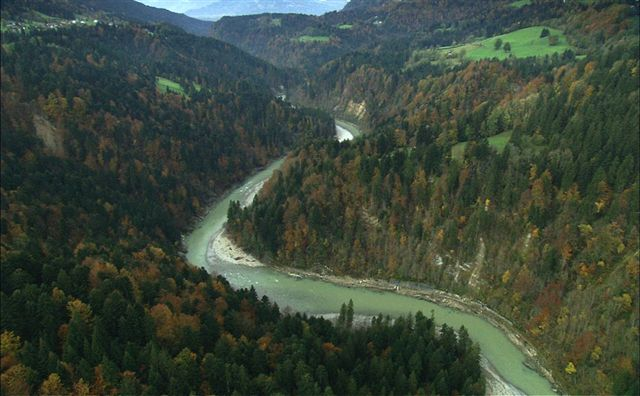
Bregenzer Ache

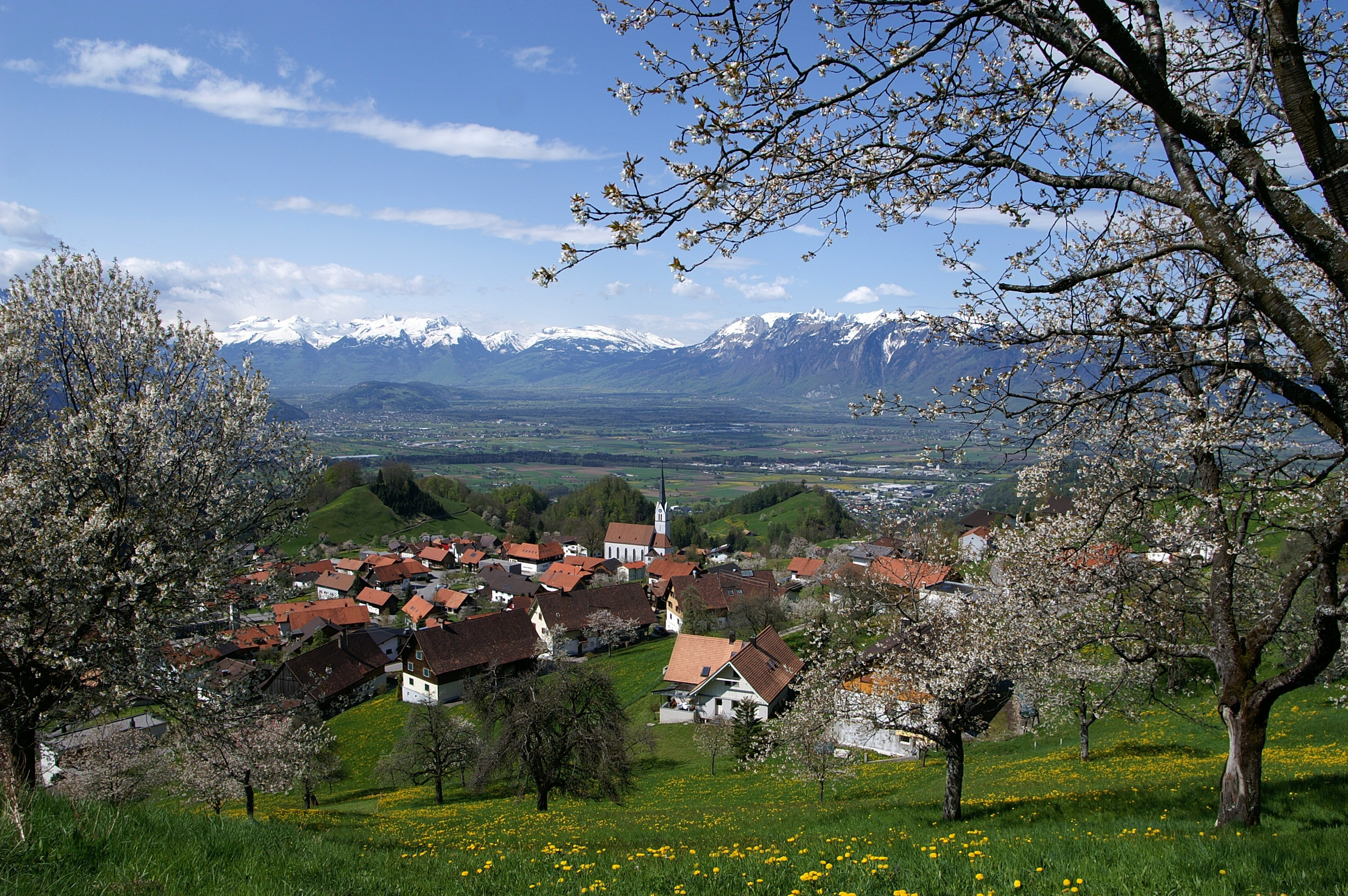
Het dorpje Fraxern in Vorarlberg

Vorarlberg (Alemannisch: Vorarlbearg) is een deelstaat (Bundesland) van Oostenrijk. Het ligt in het uiterste westen van het land en heeft 411.784 inwoners (januari 2025). De hoofdstad is Bregenz met 29.476 inwoners (januari 2025). Qua populatie zijn de steden Dornbirn (52.108 inwoners) en Feldkirch (36.708 inwoners) groter dan de hoofdstad. Vorarlberg grenst in het noorden aan Duitsland, in het oosten aan Tirol en in het zuiden en het westen aan Liechtenstein en Zwitserland.
In tegenstelling tot de rest van Oostenrijk, waar Beiers de traditionele taal is, is Vorarlberg cultureel meer verwant aan het aangrenzende Liechtenstein en Zwitserland, dat ook Alemannisch-sprekend is. Geografisch is het makkelijk bereikbaar via de kant van Zwitserland, waar de Rijnvallei ligt en de meeste inwoners van Vorarlberg zich bevinden.

## Geografie
Vorarlberg heeft een oppervlakte van 2601,48 km². De Rijn in het westen is de grens met Zwitserland. De belangrijkste zijrivieren zijn: de Ill in het zuiden, de Dornbirner Ache in het centrum en de Bregenzer Ache in het oosten van Vorarlberg. De laatste twee komen feitelijk in de Bodensee bij Bregenz uit.

#### Onderverdeling districten
Vorarlberg is onderverdeeld in 4 districten (Bezirke) en in 96 onafhankelijke politieke gemeenschappen. Stadsdistricten (Statutarstädte) zijn er niet. De districten zijn:
- Bregenz
- Dornbirn
- Feldkirch
- Bludenz

#### Buurlanden
Vorarlberg grenst in het noorden aan Duitsland, in het oosten aan Tirol en in het zuiden en het westen aan Liechtenstein en Zwitserland. Vorarlberg heeft een 321 kilometer lange nationale grens. Hiervan grenst 110 kilometer aan de Bondsrepubliek Duitsland (vrijstaat Beieren), 107 kilometer aan de Zwitserse Bondsstaat (Kanton St. Gallen en Kanton Graubünden), 69 kilometer aan de Oostenrijkse Staat Tirol en ca. 35 kilometer aan het Vorstendom Liechtenstein.

#### Regio en omgeving
Vorarlberg is onderverdeeld in meerdere agglomeraties. De belangrijkste van deze grootstedelijke gebieden is het Alpenrijndal, dat zich uitstrekt van Bregenz tot Feldkirch. Dit is het grootste stedelijke gebied in Vorarlberg met bijna 240.000 inwoners. Ongeveer twee derde van de bevolking van Vorarlberg woont in dit gebied, in het uiterste westen van het land. De op een na grootste regio is Wolgau met 48.000 inwoners.
Andere bekende regio's zijn het Bregenzerwald, Montafon, het Bodenmeer (inclusief Leiblachtal en het Großwalsertal). Het Kleinwalsertal is een geografische uitzondering, dit gebied is niet toegankelijk vanuit Oostenrijk maar alleen via Beieren. Niettemin behoort het gebied tot het district Bregenz als 'functionele enclave'.

#### Bergpassen
Vorarlberg wordt in het oosten door drie bergpassen verbonden met de rest van Oostenrijk, deze passen zijn deels gesloten in de winter. Dit zijn de Arlbergpas, de Hochtannbergpas en de Bielerhöhe in de Silvretta (tussen het Montafon en het Paznauntal). In de winter is er een doorgaande verbinding voor het snelverkeer via de Arlberg Straßentunnel.
De Flexenpas zorgt voor de verbinding tussen de bovenste Lechtaler Alpen, het Klostertal en de Arlbergpas. Een niet het hele jaar begaanbare bergpas is de Furkajoch die het Rijndal verbindt aan het Laternsdal. Een andere belangrijke binnen-Vorarlbergse is de Bödelepas, tussen Dornbirn, het Rijndal en het Bregenzerwald. Alsmede de Faschinajoch, die via een regionale weg leidt van het Bregenzerwald naar het Großwalsertal en uitkomt in de Walgau.

#### Rivieren en wateren
De belangrijkste rivier in Vorarlberg is de Alpenrijn, dit vormt tevens de grens met Zwitserland. De Ill is de tweede belangrijkste rivier die door Montafon en Walgau stroomt, voordat deze in de Rijn bij Meiningen (Vorarlberg) uitmondt. Andere belangrijke wateren zijn de Bregenzer Ache en de Dornbirner Ach.
Het grootste meer in Vorarlberg is het Bodenmeer. Het Bodenmeer is het op twee na grootste meer in Midden-Europa, na het Balatonmeer en het Meer van Genève. Het is 63 kilometer lang en het breedste punt is bijna 14 kilometer. Het meer heeft een oppervlakte van zo’n 571 vierkante kilometer. Het Bodenmeer is het enige gebied in Europa waar geen grenzen bestaan. Er is geen juridisch bindende overeenkomst tussen Zwitserland, Duitsland en Oostenrijk met betrekking tot waar de grenzen liggen.
Het toerisme (dag- en verblijfsrecreatie) rondom het Bodenmeer is een belangrijke economische factor voor de regio. De jaarlijkse omzet bedraagt ongeveer € 1,8 miljard. De regio biedt een goede toeristische infrastructuur en een breed aanbod van attracties en bestemmingen voor de bezoekers. Veel beoefende en populaire sporten op het Bodenmeer zijn zwemmen, duiken, (kite)surfen. De omgeving rondom het Bodenmeer kent een breed netwerk aan wandel- en fietspaden. Dit maakt de regio populair voor fiets- en wandelvakanties. Andere belangrijke meren zijn de Lünersee en Kopsspeicher.

#### Gebergten in Vorarlberg

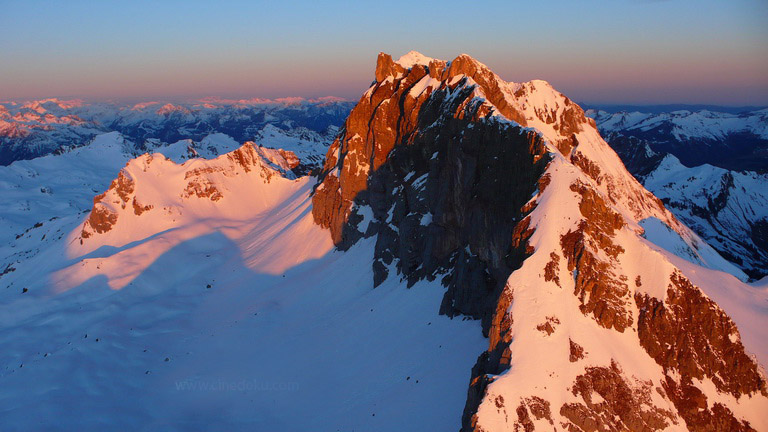
De 'Rote Wand'

De hoogste berg in Vorarlberg is de Piz Buin (3315 meter). Hiermee is het na de Piz Linard (3410 meter) en de Fluchthorn (3399 meter), de hoogste bergtop van de Silvretta. De Silvretta, in het zuidoosten van de deelstaat, is een van de bekendste berggebieden. In de Silvretta bevindt zich ook de grootste gletsjer van Vorarlberg. Een andere belangrijke bergketen is de Rätikon, ook gelegen in het zuiden op de grens met Zwitserland. Andere bekende bergen zijn de 'Rote Wand' (Lechbrongebergte), Braunarlspitze en de Galinakopf.

#### Valleien in Vorarlberg
Het bergachtige Vorarlberg is geografisch gestructureerd door vooral valleien en de rivieren; het Rijndal met de Rijn en de Walgau met de Ill, zijn de meest dichtbevolkte gebieden. Andere valleien en hun rivieren zijn de Montafon (Ill), het Klostertal (Alfenz), het Brandnertal (Alvier), het Bregenzerwald (Bregenzer Ach), het Kleinwalsertal (Breitach) en Lech (Lech).

### Natuurreservaten in Vorarlberg

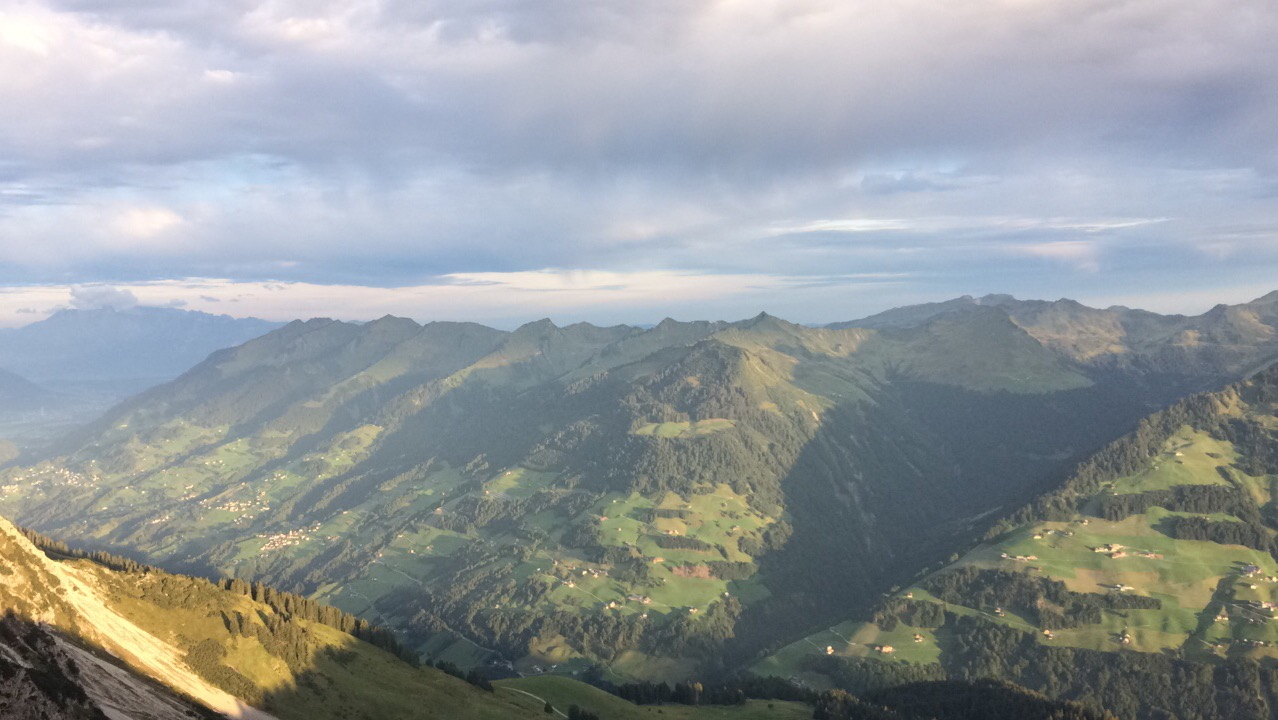
Biosfeerpark Großes Walsertal

#### Biosfeerreservaat Großes Walsertal
Het Biosfeerreservaat Großes Walsertal omvat 19 200 ha, 3400 inwoners en rond 180 landbouwbedrijven (waarvan 40% biologisch). Het reservaat streeft naar een duurzaam toerisme en economie in de regio en levert een platform voor discussie over maatschappij, politiek en wetenschap. Het Biosfeerreservaat Großes Walsertal is sinds november 2000 een UNESCO-biosfeerreservaat. Biosfeerreservaten zijn de ecologische tegenhanger van de culturele werelderfgoed sites.

#### Natuurreservaat Rijndelta
De Rijndelta van het Bodenmeer is de grootste zoetwater-delta in Europa. Terwijl de delta voornamelijk op Oostenrijks grondgebied ligt, horen kleinere gebieden bij het Zwitserse kanton St. Gallen. In totaal omvat de Rijndelta 2.065 ha. Het natuurgebied Rijndal geldt als een van de belangrijkste broed- en rustplaatsen voor vogels. Met het oog op milieubescherming werd in 1983 besloten om de doelen van de Conventie van Ramsar te volgen.

## Geschiedenis

#### Vorarlberg in de middeleeuwen
De vroege geschiedenis van Vorarlberg is nauw verbonden met die van het prinsbisdom Chur. De graven van Bregenz (uitgestorven in de 12e eeuw) en de graven van Pfullendorf (uitgestorven omstreeks 1180) speelden toen een belangrijke rol. Na 1180 kwam veel gebied in handen van de Hohenstaufen en na hun uitsterven in 1268 werd het Rijksgoed. De graven van Bregenz werden opgevolgd door paltsgraaf Hugo van Tübingen (overleden 1182). De gebieden in Vorarlberg kwamen vervolgens aan zijn tweede zoon Hugo. Deze stichtte het grafelijk geslacht Montfort. In de tijd daarna werd het gebied versnipperd door delingen binnen het huis Montfort.

#### Vorarlberg onder Habsburg
Het huis Habsburg slaagde erin om gedurende enkele eeuwen stapje voor stapje het huidige Vorarlberg in handen te krijgen.
- in 1363 werd de aan de Rijn gelegen heerlijkheid Neuburg gekocht van de ridders Thumb van Neuburg.
- in 1390 werd het graafschap Feldkirch gekocht van graaf Rudolf V van Montfort-Feldkirch.
- in 1418 werd de heerlijkheid Bludenz gekocht van graaf Albrecht III van Werdenberg-Bludenz
- in 1451 werd een deel van het graafschap Bregenz gekocht van gravin Elizabeth, de echtgenote van markgraaf Willem van Baden-Hachberg. Dit betrof de halve stad Bregenz met de gerechten Hofsteig, Alberschwende en Lingenau.
- in 1453 de Tannberg met Lech en het Kleinwalsertal
- in 1474 het graafschap Sonnenberg
- in 1523 werd het noordelijk deel van het graafschap Bregenz gekocht van graaf Hugo III van Bregenz.

In de periode na deze verwervingen probeerden de graven van Hohenems een tweede staat te vormen in Vorarlberg en overwogen de Habsburgers de heerlijkheden te verkopen. Zo was er tijdens de Spaanse Successieoorlog in 1702 een plan om de heerlijkheden te verkopen aan de abdij Sankt Gallen, de abdij Einsiedeln en de abdij Kempten. De standen wisten deze vervreemding echter te voorkomen. Aartshertogin Maria Theresia liet de heerlijkheden sinds 1752 besturen vanuit Freiburg als deel van Voor-Oostenrijk. Na 1782 werden ze weer bestuurd vanuit de hoofdstad van Tirol, Innsbruck.
In 1759 stierven de graven van Hohenems uit. Maria Theresia liet zich vervolgens door haar echtgenoot, keizer Frans I Stefan belenen met dit graafschap. De rijkshof Lustenau was in personele unie verbonden met Hohenems. Zij nam Lustenau wederrechtelijk in bezit. Deze nieuwe gebieden bleven deel uitmaken van de Zwabische Kreits terwijl de oudere bezittingen deel uitmaakten van de Oostenrijkse Kreits. Oostenrijk verhinderde de toetreding van de nieuwe gebieden tot de Vorarlberger Standen. Onder Maria Theresia werden de rechten van Joodse inwoners in Vorarlberg ingeperkt. Onder keizer Jozef II werden de beperkingen voor Joden verlicht doch kwamen andere ingrijpende hervormingen tot uiting: afschaffing van contemplatieve kloosters, afschaffing van processies en volksgebruiken, invoering van geschreven wetteksten in de rechtbanken (geen gewoonterecht meer) en uitbreiding van de ambtenarij (ter vervanging van klerikale besturen).
In 1779 werd de heerlijkheid Tettnang met Argen gekocht van het graafschap Montfort.

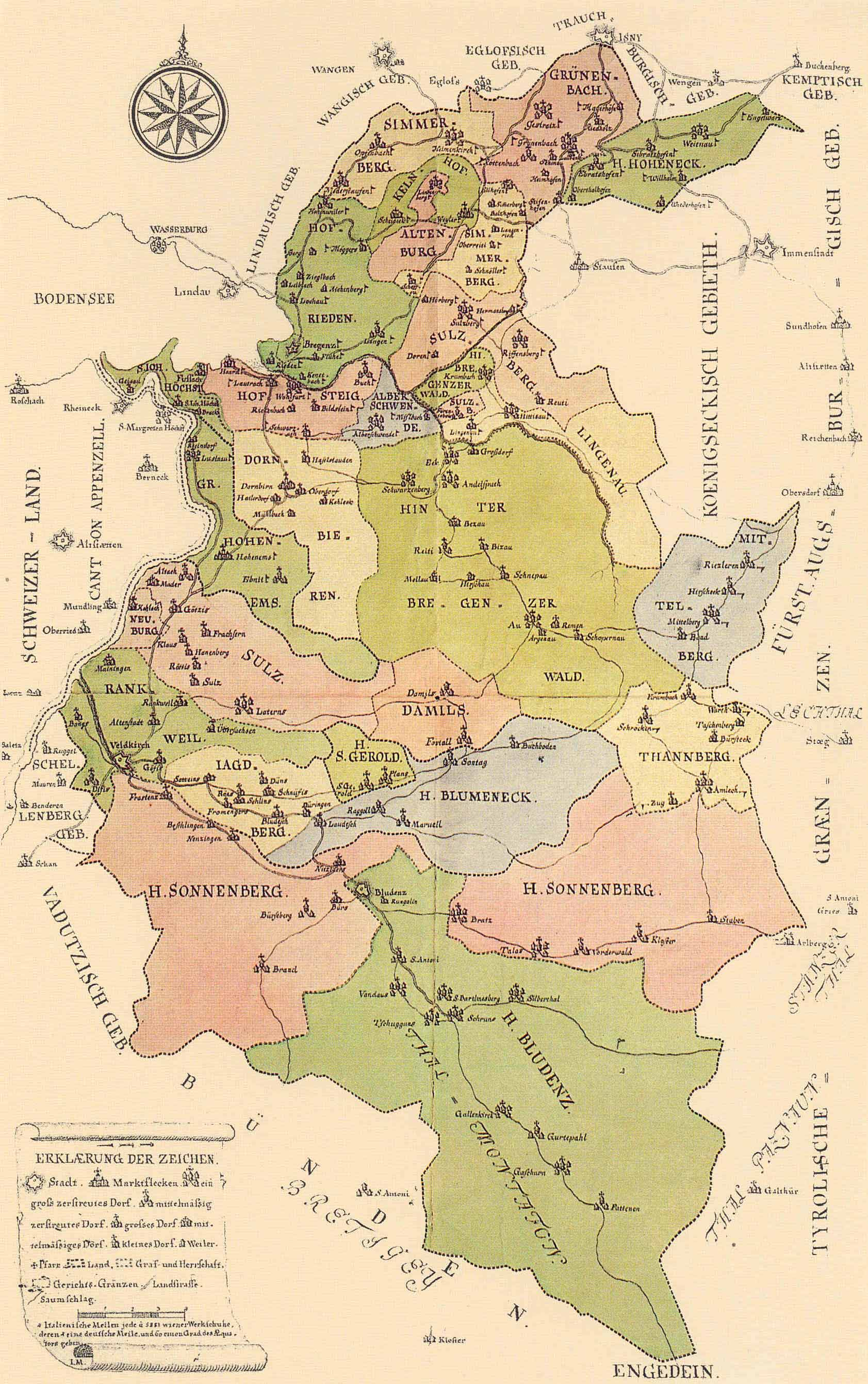
situatie 1783

Binnen Vorarlberg lagen ook nog enclaves van de abdij Weingarten: Sankt Gerold en de heerlijkheid Blumenegg. Door de Reichsdeputationshauptschluss van 25 februari 1803 kwamen deze enclaves aan het vorstendom Nassau-Oranje-Fulda, het nieuwe vorstendom van de latere koning Willem I der Nederlanden. Oostenrijk kocht deze gebieden in 1804.
In 1804 werd tevens het rijksvorstendom Lindau geruild tegen grootgrondbezit in Oostenrijk met de vorst van Bretzenheim. Ook deze voormalige rijksstad werd bij Vorarlberg gevoegd. Ten slotte werd in hetzelfde jaar nog het graafschap Rothenfels gekocht van de familie Königsegg.
In de Vrede van Presburg van 26 december 1805 moest Oostenrijk in artikel 8 aan het koninkrijk Beieren, bondgenoot van Frankrijk, afstaan:
- de zeven heerlijkheden in Vorarlberg
- het graafschap Hohenems
- het graafschap Königsegg-Rothenfels
- de heerlijkheid Tettnang en Argen
- de stad en het gebied van Lindau.

#### Vorarlberg als deel van het koninkrijk Beieren (1805-1815)
Beieren scheidde de gebieden in Vorarlberg af van Tirol en stichtte voor de rechtspraak 7 districten met een landgerecht.
- Bludenz
- Nüziders (tot 1810)/Sonnenberg
- Feldkirch
- Hohenems
- Bregenz
- Dornbirn
- Weiler

Ook voerde Beieren verder een modern eenheidsbestuur in. De bevolking was echter gehecht aan zijn oude privileges en kwam gelijktijdig met de bevolking van Tirol in 1809 in opstand onder leiding van dr Anton Schneider. Deze opstanden werden echter neergeslagen en het koninkrijk Beieren voerde haar hervorming en modernisering van het gerecht uit. Vorarlberg bleef deel van Beieren tot de Franse nederlagen in 1813 en 1814.

#### Vorarlberg als deel van het keizerrijk Oostenrijk (1815-1918)
Het Congres van Wenen van 1815 gaf vooral de oudere gebieden van Vorarlberg terug aan Oostenrijk. Beieren behield Königsegg-Rothenfels met Lindau. Tettnag en Argen waren inmiddels sinds 1810 deel van het koninkrijk Württemberg. Van de oudere gebieden behield Beieren het landgericht Weiler (oorspronkelijk deel van het graafschap Bregenz) dat een corridor vormde naar Lindau. Oostenrijk behield de instelling van de zes landgerichten uit de Beierse tijd en liet het gebied verder besturen door de regering van Tirol. Deze constructie voerde de titel Vorstelijk Graafschap Tirol en het Land Vorarlberg.

#### De titels en het wapen tijdens de Dubbelmonarchie

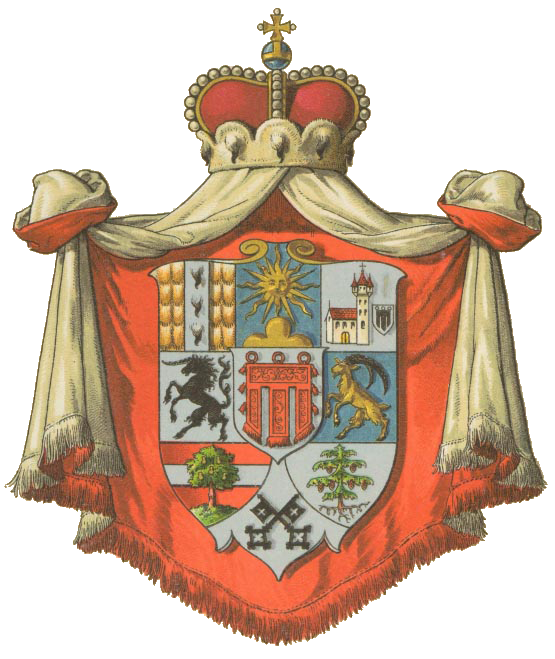
Wapen van 1864

In de grote titel van de keizers werden vrijwel alle gebieden vermeld die deel uitmaakten van de monarchie. Keizer Frans Jozef voerde na zijn troonsbestijging in 1848 54 titels. Op de plaatsen 46 t/m 49 stonden de gebieden in Vorarlberg:
graaf van Hohenems, Feldkirch, Bregenz, Sonnenberg, etc. Het etc.. sloeg alleen op de overige gebieden in Vorarlberg.
Op 20 augustus 1864 werd een wapen ingevoerd, waarin de meeste bestanddelen van het land waren vertegenwoordigd. Dit wapen zou dienstdoen tot het einde van de monarchie.
Middenschild: graafschap Feldkirch
Eerste rij:
- graafschap Bregenz
- graafschap Sonnenberg
- stad Feldkrich

Tweede rij:
- Bludenz
- middenschild
- graafschap Hohenems

Derde rij:
- gerecht Dornbirn
- stad Montafon (in spits)
- Bregenzer Wald

#### Vorarlberg als bondsstaat (1918-heden)
Op 3 november 1918 besloot de landdag van Vorarlberg op grond van het zelfbeschikkingsrecht het land tot een zelfstandige staat binnen Duits-Oostenrijk te maken. Hierdoor kwam er een eind aan de bestuurlijke band met Tirol. In een volksraadpleging op 11 mei 1919 sprak vervolgens 80% van de kiezers zich uit voor aansluiting bij Zwitserland. Deze aansluiting werd ingegeven door de slechte economische situatie in Vorarlberg en de onzekere politieke toekomst van Duits-Oostenrijk. Een privé-campagne werd in Zwitserland ingezet om de uitslag van het referendum om te zetten in een officiële Zwitserse reactie. Voor de affiches zorgde de Zwitser Jules Courvoisier. In Zwitserland was de politieke reactie aarzelend: de aansluiting van Vorarlberg zou het delicate Zwitserse evenwicht verstoren in taal (Vorarlberg zou de Duitstalige meerderheid versterken) en in godsdienst (Vorarlberg zou méér katholieken betekenen). De aansluiting van Vorarlberg werd daarom niet erkend door Zwitserland en evenmin door Oostenrijk. De weigering van de overwinnaars van de Eerste Wereldoorlog (in het Verdrag van Saint-Germain van 10 september 1919) was doorslaggevend: het resultaat van het referendum werd begraven.

## Maatschappij

### Demografie
In januari 2025 had Vorarlberg 411.784 inwoners en een bevolkingsdichtheid van 158 inwoners per km². Daarmee is Vorarlberg in termen van inwoners de een-na-kleinste deelstaat van Oostenrijk, na Burgenland.

#### Religie
78% van de bevolking is Rooms-Katholiek, dit is in lijn met het Oostenrijkse gemiddelde van 73,6%. Hierna volgt de islam, met een aandeel van 8,4%. Onder de inwoners van Vorarlberg is 2,2% protestants.

### Politiek
Vorarlberg heeft, net als de andere Oostenrijkse deelstaten, een eigen parlement. Aan het hoofd van de deelstaatregering staat een gouverneur (Landeshauptmann genoemd).
Er was sinds 2014 een links-conservatieve regering aan de macht met de christendemocratische ÖVP en Die Grünen. In 2019 wonnen beide partijen en gingen daarom door met regeren. 
In 2024 werd de coalitie afgelost door een rechts bestuur van ÖVP en FPÖ.

## Economie en infrastructuur

#### Levensstandaard
Vorarlberg is een van de sterkste economische regio's in Oostenrijk. Vorarlberg is de tweede meest geïndustrialiseerde staat van Oostenrijk en het exportaandeel is met 70% het hoogste van alle provincies. Het BNP per inwoner in Vorarlberg bedraagt €41.000 en overschrijdt het Oostenrijkse nationale gemiddelde met 8%. Vorarlberg vergrootte het bruto regionaal product in 2014 naar 15,2 miljard euro. Dit betekende een nominale stijging van 3,4%. Vooral het Rijndal is een van de rijkste gebieden ter wereld, met een zeer hoge levensstandaard. Een andere belangrijke factor zijn de grensarbeiders in Zwitserland en Liechtenstein.

#### Energie
De energiesector is een van de grondleggers van de Vorarlbergse economie, waarin waterkracht de belangrijkste energiebron is. Dit wordt voornamelijk gebruikt voor de productie van piekstroom. Vorarlberg was de eerste regio in Europa waar er meer duurzame energie werd geproduceerd dan verbruikt. Groene stroom uit Vorarlberg wordt daarom ook verkocht aan het Duitse Westallgäu, in Zwitserland en in andere Oostenrijkse provincies. De grootste elektriciteitsproducent in Vorarlberg is de Illwerke AG. Zij produceren 75% van de stroom in Vorarlberg, voornamelijk door waterkracht.

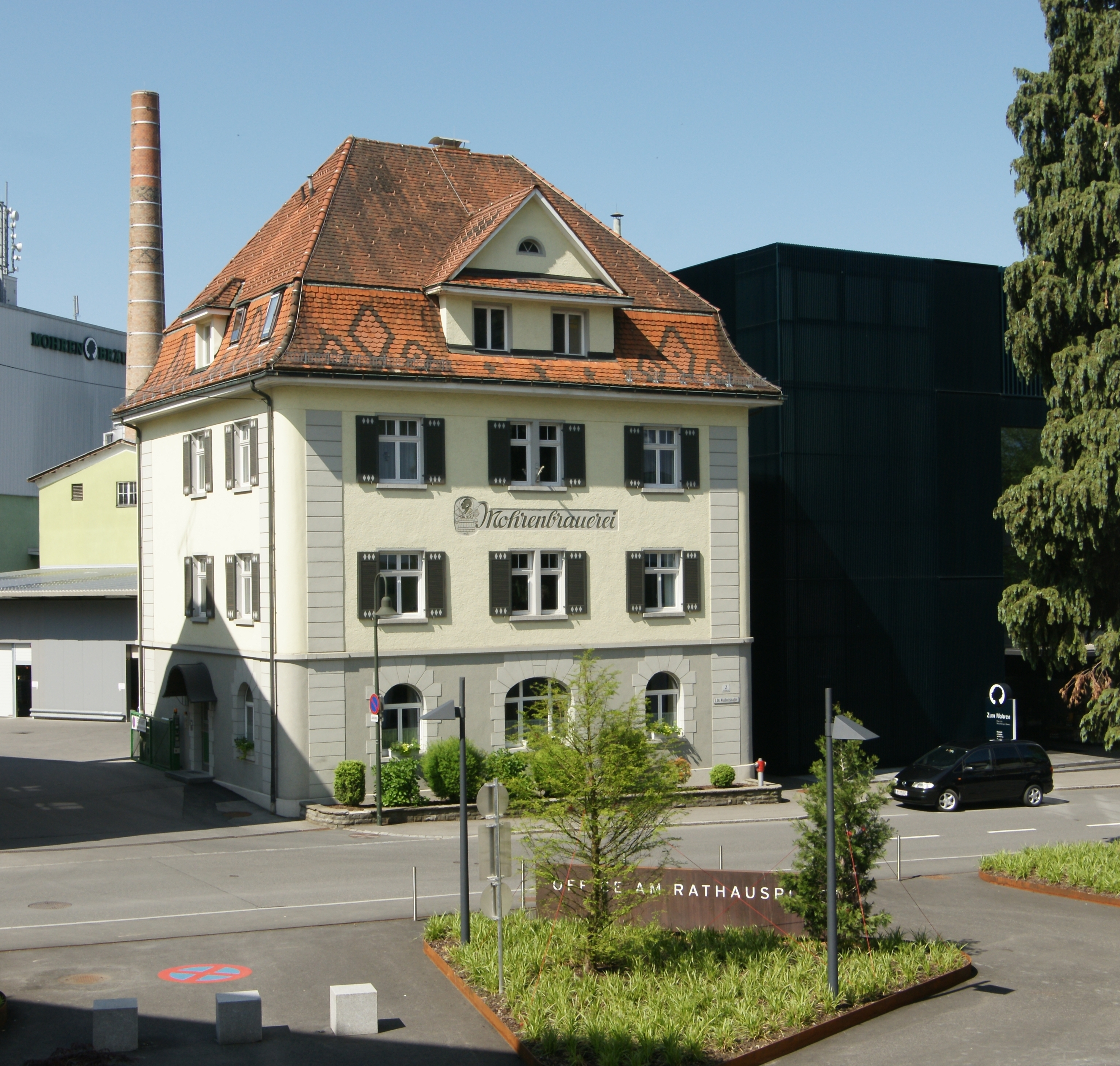
De Mohrenbrauerei in Dornbirn

#### Industrie
Verreweg het grootste bedrijf in Vorarlberg is ALPLA (kunststofverpakkingen), gevolgd door Julius Blum, Grass, Gebrüder Weiss (transport en logistiek), Zumtobel Groep, Doppelmayr, Rauch en Wolford. Bovendien zijn in Vorarlberg vijf brouwerijen gevestigd:
- Mohrenbrauerei August Huber, Dornbirn, sinds 1851
- Brauerei Fohrenburg, Bludenz, sinds 1881
- Brauerei Egg, Egg, sinds 1894
- Vorarlberger Brauereigenosschenschaft – Brauerei Frastanz, Frastanz, sinds 1902
- Grabhers Sudwerk, Bregenz, sinds 2017

#### Onderwijs
De Hogeschool Vorarlberg (Duits: Fachhochschule Vorarlberg) in Dornbirn is de enige hogeronderwijsinstelling in Vorarlberg. Het werd in 1989 gesticht. De prijswinnende inrichting wordt als een van de beste hogescholen in Oostenrijk op het gebied van techniek en technologie beschouwd.

## Toerisme
De toeristenindustrie is een belangrijke sector voor veel Vorarlbergers. Er zijn ongeveer 12.000 medewerkers in deze branche werkzaam, dit komt neer op ongeveer 11% van de totale werkgelegenheid (107.575 in 2015). Aankomsten zijn iets hoger in de winter (1,23 miljoen in 2015) dan in de zomer (1,14 miljoen in 2015). Het verschil uit zich in overnachtingen, wat aangeeft dat Vorarlberg een sterke winterbestemming is. Overnachtingen in de winter bereiken op het hoogtepunt 5,11 miljoen, in de zomer is dit met 3,7 miljoen overnachtingen een stuk lager.

### Wintersport
De skiregio's in Vorarlberg zijn vooral ontworpen voor de meest populaire Oostenrijkse soorten wintersport skiën, snowboarden en langlaufen. Daarnaast bieden veel skiresorts rodelbanen, snow parks, toerskiroutes, mogelijkheden voor freeriding, schaatscursussen en night skiing. Over het algemeen zijn de skigebieden in Vorarlberg minder groot dan de skigebieden elders in Oostenrijk, wat de Vorarlbergse skigebieden geschikt voor gezinsvakantie maakt. De Vorarlbergse skiregio's liggen op een hoogte tussen 1.400 m en 2.400 m.

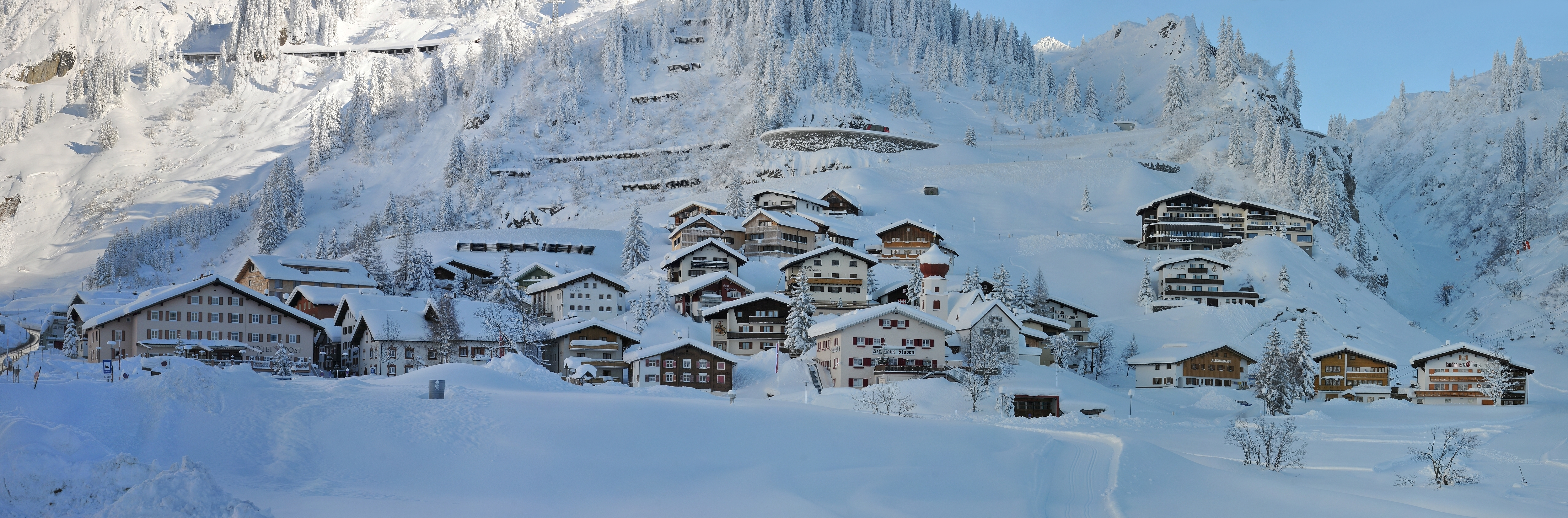
Panorama van Stuben am Arlberg

De grootste skigebieden in Vorarlberg zijn:
- Ski Arlberg (Arlberg)
  - Stuben am Arlberg
  - Lech Zürs en Oberlech
  - Warth en Schröcken
- Silvretta Montafon
- Kleinwalsertal
- Brandnertal
- Damüls-Mellau
- Diedamskopf
- Großes Walsertal/Fontanella-Faschina
- Klostertal

Het Silvretta Montafon en de Ski Arlberg (dat voor een deel in Tirol ligt) zijn de twee grootste skigebieden in Vorarlberg. Ski Arlberg is sinds het seizoen 2016/17 met 305 km aan pistes en 111 liften het grootste verbonden skigebied van Oostenrijk. Het omvat Lech, Zürs, Oberlech, Warth, Schröcken, Stuben en de Tirolse gemeenten St. Anton en St. Christoph.
De plaatsen Lech en Zürs staan om hun exclusiviteit en luxe bekend, om welke reden veel prominente personen naar deze skiresorts trekken. Een voorbeeld hiervoor is de Nederlandse koninklijke familie, die er elk jaar op skivakantie gaat en sinds vier generaties in het prestigieuze Gasthof Post logeert. Een bekend skiwedstrijd is De Witte Ring waarbij 1,000 skiërs van Lech naar Zürs racen. De 22 km lange route heeft de vorm van en ring en wordt als langste skicircuit ter wereld geacht.
Populair onder toeristen is de Ski Ride Vorarlberg, een combinatie van skiën, touring en freeriding op off-piste terrein. De route begint in het Kleinwalsertal in het noorden, gaat verder over de Bregenzerwald, de Arlberg, het Klostertal tot naar de Montafon in het zuiden. De tour duurt normaliter 7 dagen en is alleen bestemd voor ervaren skiërs.
Een opmerkelijk skigebied is Damüls-Mellau ten opzichte van de sneeuwzekerheid. In 2007 werd Damüls tot 'meest sneeuwrijke dorp ter wereld' uitgeroepen. In de meetperiode bedroeg de gemiddelde sneeuwhoogte per winterseizoen ongeveer 9,30 m.

### Wandelgebied
In de zomer is Vorarlberg populair onder wandelliefhebbers. Het gebied telt meer dan 5.500 kilometer aan wandelpaden in verschillende hoogtes. Wandelen in Vorarlberg is een activiteit voor jong en oud. En zowel voor ervaren als onervaren wandelaars. De themaroute Gauertaler AlpkulTour, door het cultuurlandschap van het Montafon in het Rätikon-gebergte, is een populaire wandelroute onder toeristen.
Het Bodenmeer is een spil voor wandelaars en bedevaartgangers. Reeds lange tijd fungeert het als referentiepunt van belangrijke pelgrimspaden, waaronder het Bodenmeer-wandelpad, delen van de pelgrimsroute naar Santiago de Compostella en de Europese wandelroutes E1, E4 en E5.
Een bijzondere publiekstrekker in de zomer is het Wälderbähnle in het Bregenzerwald. Het verbond tussen 1902 en 1982 een route tussen Bregenz en Bezau. Heden ten dage wordt een gedeelte (rond vijf kilometer) van de oorspronkelijke route als museumspoorlijn gehandhaafd. Kleine, gerestaureerde treinen rijden hier over een voormalige spoorlijn door het schilderachtige berglandschap van het Bregenzerwald.

## Cultuur

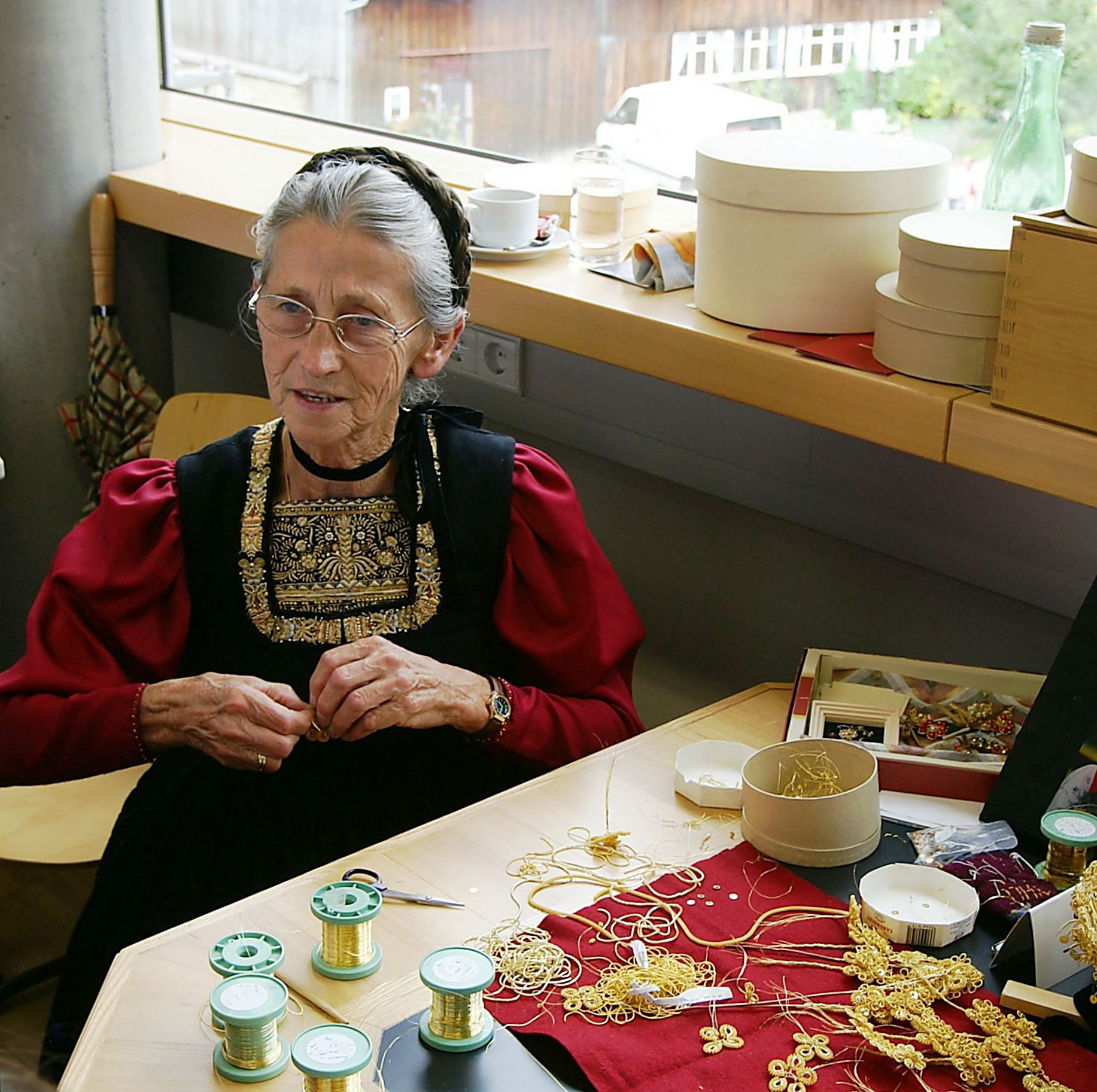
Vrouw die aan een juppe werkt

### Taal
Vanwege het feit dat Vorarlberg vrij geïsoleerd ligt van de rest van Oostenrijk, spreken veel inwoners van de deelstaat een zeer duidelijk Duits dialect. Dit is voor veel andere Oostenrijkers lastig te verstaan. In tegenstelling tot de rest van Oostenrijk, waar Beiers de traditionele taal is, is Vorarlberg cultureel meer verwant aan het aangrenzende Liechtenstein en Zwitserland, dat ook Alemannisch-sprekend is. Het Vorarlbergse dialect is verdeeld in een aantal andere regionale sub-dialecten (bijvoorbeeld de Montafonse, Lustenauer en Bregenzerwälder dialecten), die soms aanzienlijk van elkaar verschillen.

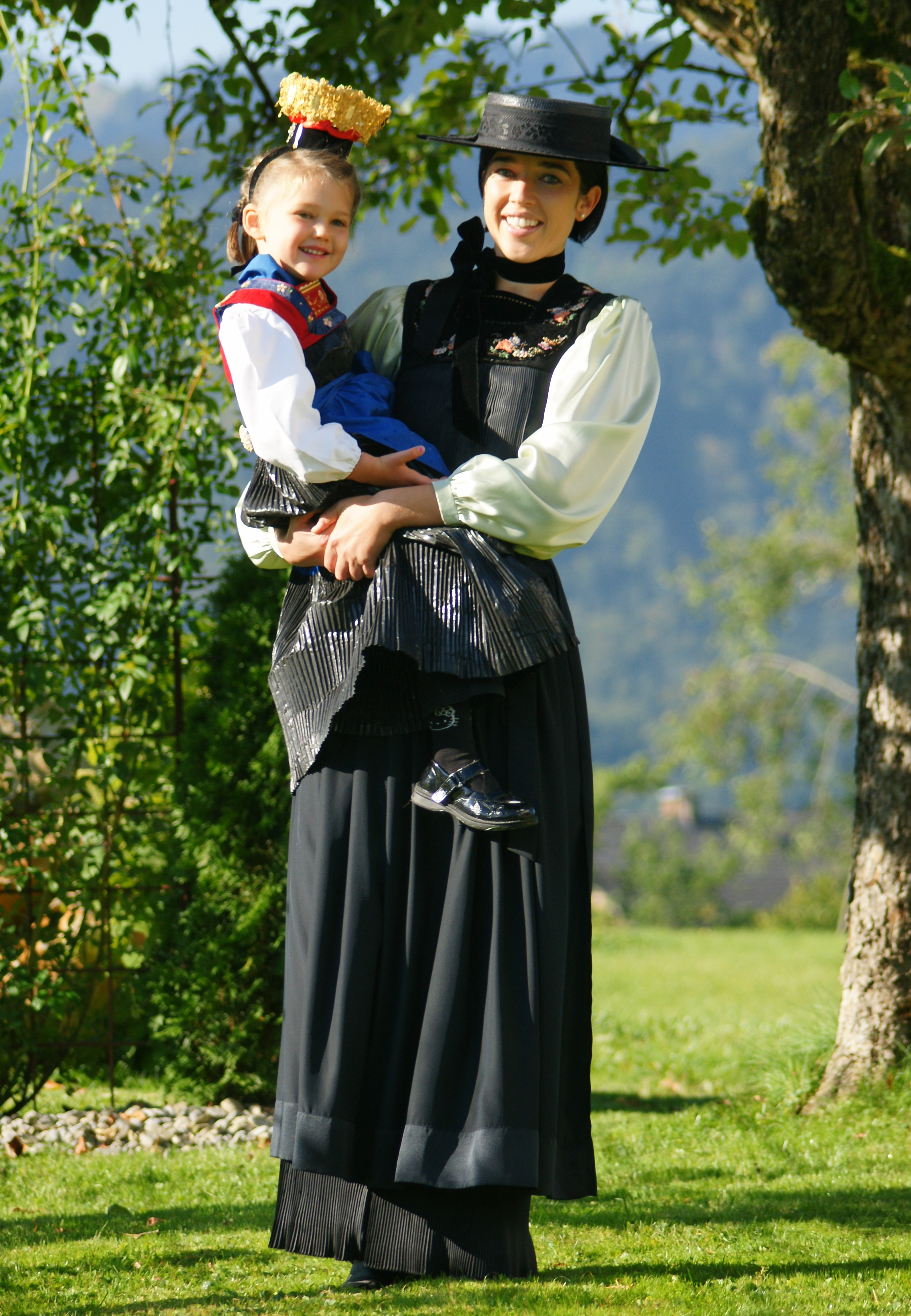
Vrouw en meisje in Bregenzerwälder juppen

### Klederdracht
Trachten hebben in Vorarlberg een lange traditie. Veel Vorarlbergse regio's en dorpen hebben hun eigen soort tracht met kenmerken uit bepaalde stijlperiodes. De Bregenzerwälder tracht is de oudste, ze heeft haar oorsprong in de 15e/16e eeuw en wordt ook "d’Juppô" (Juppe) genoemd. De Montafonse tracht is geïnspireerd door het barok. Een tracht bestaat uit meerdere elementen: de Juppe (het schort), een hoofddeksel (petjes, hoedjes), een bloes, een Tschopa (jas), en kousen. Ook het kapsel (bijvoorbeeld gevlochten haar) kan deel van de tracht uitmaken.
In de jaren 70 droegen maar heel weinig Vorarlbergers klederdracht. De reden hiervoor waren strikte bepalingen tegenover dragers van trachten: Bregenzerwälder dames met kort haar mochten bijvoorbeeld geen tracht dragen, omdat hun haar te kort voor het geschikte kapsel (Wälderzöpfe) was. Pas toen de bepalingen versoepeld werden en de klederdracht in de jaren 90 individueler werd, werd ook het dragen van een tracht weer populairder. Vandaag worden trachten vooral bij feestelijke gelegenheden gedragen. In de Juppenwerkstatt Riefensberg worden trachten op traditionele manier geproduceerd. Er is een landelijke vereniging voor de trachten (Landestrachtenverband) die Vorarlbergse trachtengroepen en muziekkapels die tracht dragen, steunt.

### Alpine Transhumance

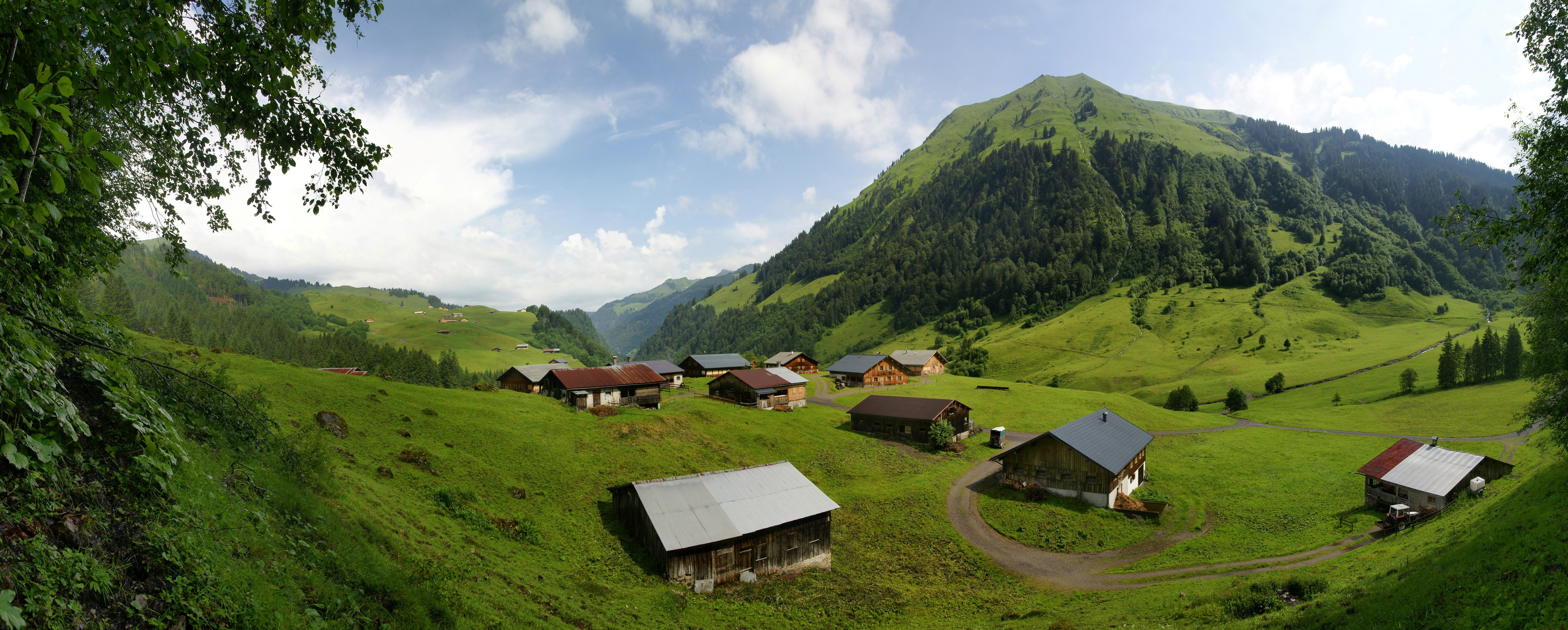
Vorderhopfreben/Üntschenspitze in Au-Schoppernau als voorbeeld voor het agrarisch gebruik van hooggelegen bergweides

Alpine Transhumance is seizoensgebonden migratie van personen met hun vee tussen vaste zomer- en wintergebieden in de Alpen. Hoewel het toerisme en de industrie tegenwoordig veel bijdragen aan de economie van het Alpengebied, wordt seizoensgebonden migratie naar hoge weiden nog steeds beoefend in Beieren, Oostenrijk, Slovenië, Italië en Zwitserland, met uitzondering van de meest bezochte toeristische gebieden.

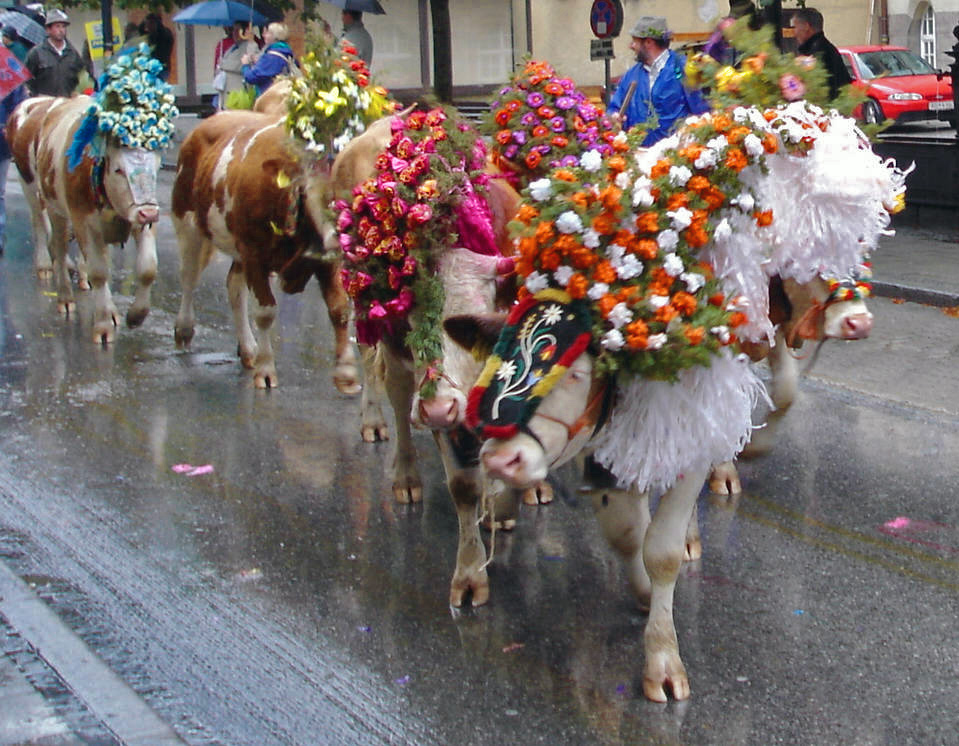
De verplaatsing van vee van de hoge weiden naar de dorpen als deel van de Alpine Transhumance. Deze traditie is populair bij toeristen.

Het transhumance-systeem in de Alpen is vrijwel onveranderd gebleven sinds de hoge middeleeuwen. Langs de rand van de Alpen, rond 1300 in West- en Centraal-Zwitserland en iets later in het oosten van Zwitserland, werd vee productie de primaire agrarische activiteit. Een aantal gespecialiseerde veemarkten ontstonden in Arona, Bellinzona, Como en Varese in het zuiden, en Villeneuve in het westen. In deze gemeenschappen aan de rand van de Alpen, omvatte transhumance zowel de verticale beweging van vee naar de weilanden én horizontale beweging naar de veemarkten. In de gemeenten gelegen in de centrale Alpen, waren de kuddes meer divers. Over het algemeen waren er grote kudde schapen met veel kleinere veekuddes en andere dieren zoals varkens en geiten.
De Alpine cultuur kent een rijke cultuurhistorie. Eeuwenoude tradities als Jodelen, Schwingen en de Alpenhoorn, spelen nog steeds een belangrijke rol. Alpine Transhumance draagt voor een groot deel bij aan deze tradities.
De UNESCO verklaarde de Alpine Transhumance in het Bregenzerwald in 2011 tot immaterieel cultureel erfgoed.

#### Gauertaler Alpkultur
Het LEADER-programma Gauertaler Alpkultur is opgericht om de gasten en de lokale bevolking te informeren over de Gauertal vallei en haar culturele landschap, hoe dit culturele landschap is ontstaan en langzaam verloren gaat. Een ander doel van het project is om wandelroutes op een zodanige wijze te sturen, dat de gevoelige Alpgebieden niet langer worden beïnvloed door stromen van de bezoekers.
De themaroute Gauertaler AlpkulTour, door het cultuurlandschap van het Montafon in het Rätikon-gebergte, is een populaire wandelroute onder bezoekers. Op de route zijn o.a. elf sculpturen van de lokale kunstenaar Roland Haas te vinden. De opvallende houtsculpturen verbinden de eeuwenoude cultuur van het dal met het heden. De sculpturen zijn elk gewijd aan een ander gebied van het culturele landschap.

### Kaasmakerij

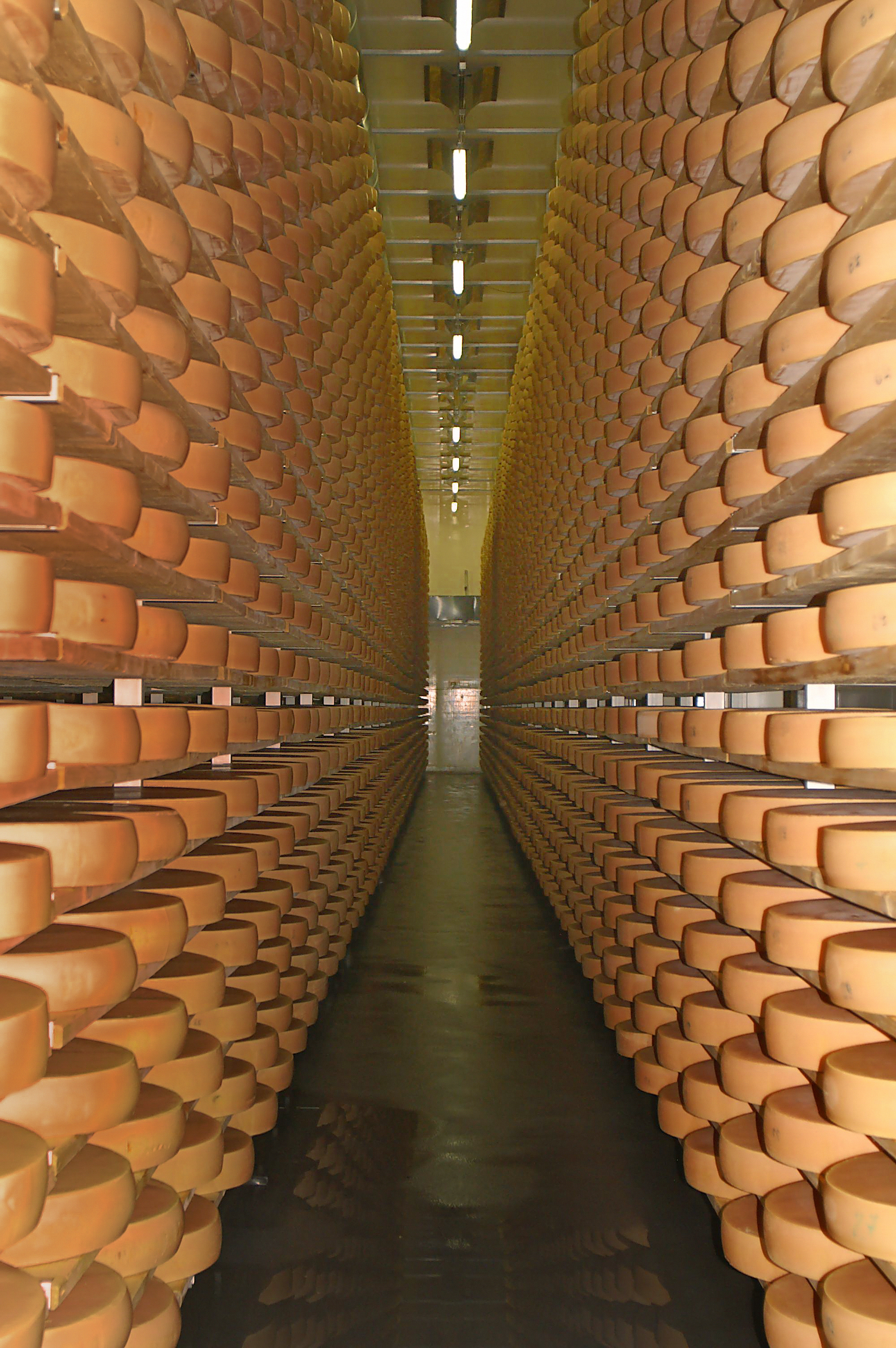
Kaaskelder in Lingenau

De kaascultuur in Vorarlberg speelt al eeuwenlang een economische rol voor de inwoners. In het Bregenzerwald waren het de Kelten, die de regio met veeteelt en de alpiene landbouw in aanraking brachten. Van 15 v. Chr. tot de val van het Romeinse Rijk occupeerden de Romeinen het Bregenzerwald en overnamen de landbouwmethoden van de Kelten. Vanaf de 5e eeuw bevolkten de Alemannen dit gebied, die zogenoemde "Allmenden" stichtten en het ambacht van de kaasmakerij doorgaven aan kloosterleden in de 9e eeuw.
Dankzij coöperaties zoals de Käsestraße Bregenzerwald wordt kaas in Vorarlberg tot nu toe op bijna dezelfde manier als vroeger geproduceerd. De Käsestraße is zo'n samenwerking van 180 boeren en lokale ondernemingen om de kleinschalige landbouw en de traditionele kaasproductie in het Bregenzerwald omhoog te houden.
Sinds 1993 vinden in Schwarzenberg jaarlijks in september prijsuitreikingen plaats. Tot 90 herdershutten strijden met ongeveer 170 producten mee om voor de beste Bergkäse en Alpkäse te worden bekroond.
De meest bekende kazen uit Vorarlberg zijn de Vorarlberger Bergkäse, de Vorarlberger Alpkäse, de Großwalsertaler Bergkäse (Walserstolz) en de Sura Kees (zie ook Oostenrijkse kaas).

### De Vorarlbergse keuken

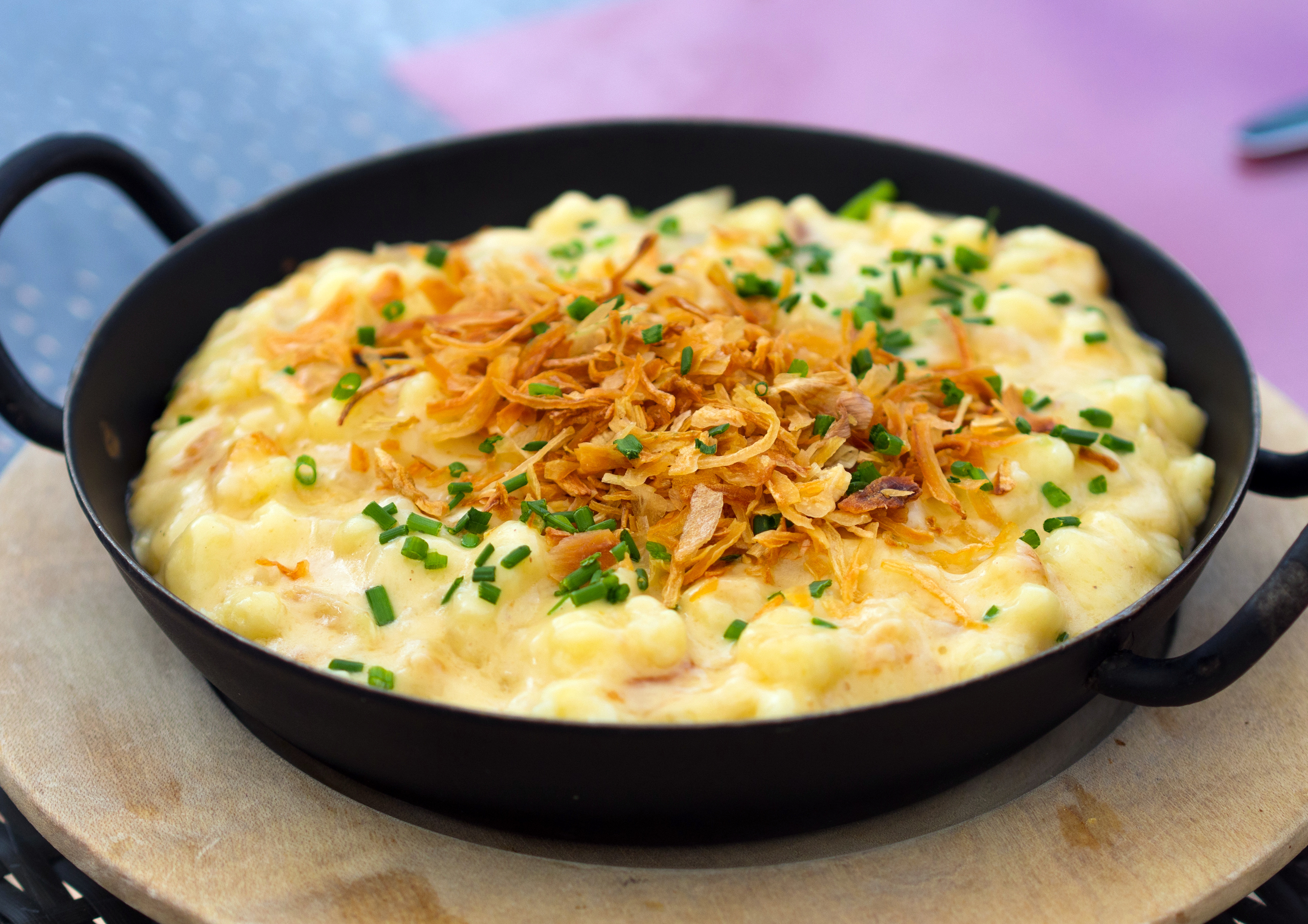
Käsespätzle

De invloed van de Alemannische keuken van de aangrenzende landen werkt meer op de Vorarlbergse keuken dan de Oostenrijkse keuken. Kaas en andere melkproducten spelen een grote rol bij traditionele Vorarlbergse gerechten. Typische schotels uit de Vorarlbergse regio zijn: Käsespätzle of Käsknöpfle (noedels van bloem en eieren met kaas en ui), Riebel (schotel van maïs en tarwegriesmeel, pittig of zoet), Flädlesuppe ("Frittatensuppe": bouillon met streepjes pannenkoeken), Grumpara mit Käs (pellepataat met kaas), Öpfelküachle (in een deeg van pannenkoeken gebakkene appelen, getopt met suiker en kaneel). Verder is Mostbröckle (gepekelde en gerookte worst) een heel populair product.

### Festivals en evenementen
De Bregenzer Festspiele is een cultuurfestival in Bregenz dat elk jaar in juli en augustus plaatsvindt. Met opera's en musicals zoals Die Zauberflöte, West Side Story en Carmen trekken de Bregenzer Festspiele jaarlijks honderdduizenden toeschouwers. Noemenswaardig is de Seebühne, een indrukwekkend podium in het Bodenmeer waarop toneelstukken gespeeld worden. De Bregenzer Festspiele vond voor het eerst in 1946 plaats, één jaar na afloop van de Tweede Wereldoorlog. De stad Bregenz beschikte destijds niet over een schouwburg en dus bedacht men een noodoplossing: een podium op het Bodenmeer als toneel. Met toeschouwers uit Oostenrijk, Frankrijk, Duitsland en Zwitserland was het festival gelijk in het eerste jaar een internationaal succes Tijdens het eerste festival in 1946 werd als ‘Spiel am See’, Mozart's ‘Bastien und Bastienne’ als ballet gechoreografeerd. Het cultuurfestival is nog steeds populair. In 2015 bezochten in totaal 228.000 bezoekers dit cultuurfestival.
De Bregenzer Frühling is een dansfestival in Bregenz dat sinds 1987 in de lente wordt gehouden. Dansensembles van over de hele wereld voeren hun nieuwe producties uit, samen met Oostenrijkse premières. Elk jaar treden vijf verschillende dansensembles op in de Bregenzer Frühling.

Blaasmuziek op het muziekfestival Montafoner Resonanzen (2020)

In de zomer vindt het muziekfestival Montafoner Resonanzen in de Montafon regio plaats. Het is een reeks evenementen die jaarlijks in augustus en september in het weekend worden gehouden. Elk weekend staat in het teken van een ander genre (klassiek, jazz, Oostenrijkse volksmuziek, orgel, cross-over). De locaties variëren elk jaar. Gasten kunnen wandelen en eten combineren met de concerten, aangezien de muziekuitvoeringen worden gehouden op buitengewone locaties zoals de Tübinger Hütte op 2.191 m (Gaschurn) of het Panoramagasthof Kristberg.

Het Poolbar Festival is een moderne muziek- en cultuurfestival in Feldkirch. Het vindt jaarlijks tussen juli en augustus plaats en trekt rond 20.000 bezoekers aan met muziek, tentoonstellingen, poetry slams, mode en een architectuurprijs.

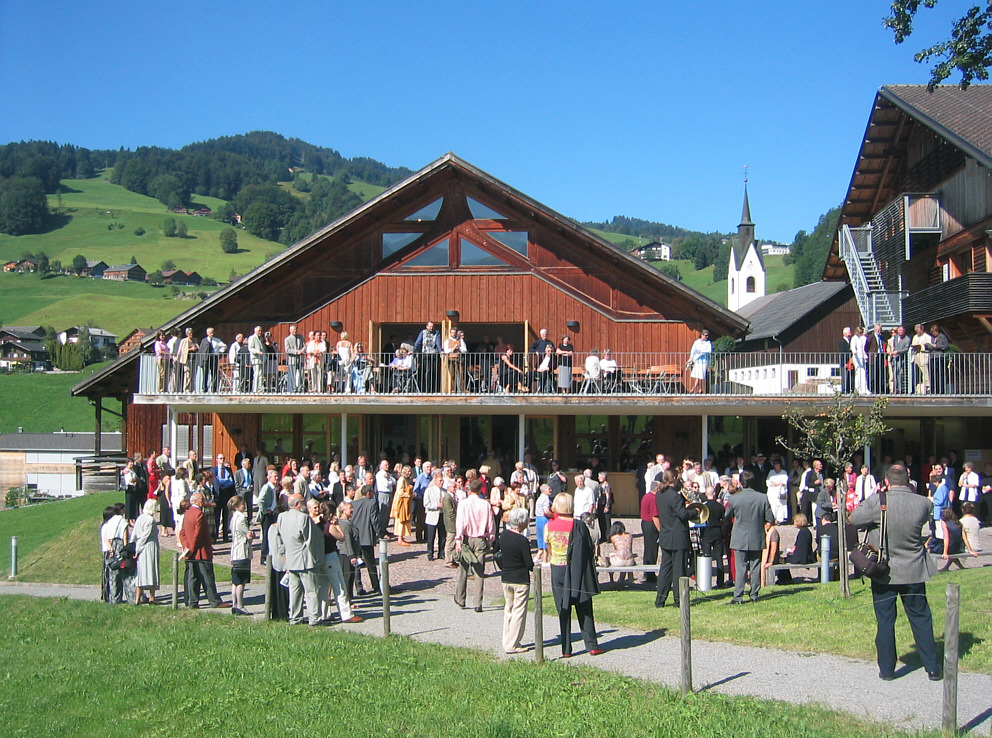
De Schubertiade in Schwarzenberg (2004)

In Schwarzenberg wordt elk jaar de Schubertiade Vorarlberg gehouden, wereldwijd de belangrijkste Franz-Schubert-festival. Een Schubertiade staat gewoonlijk in het teken van Franz Schubert of diens composities. Het is een informeel bijeenkomst waarop ongedwongen gemusiceerd of voorgedragen wordt door vriendenclubs of musici, zowel op professioneel als amateurniveau. De eerste Schubertiade vond in 1976 in Hohenems plaats.
Het Alpinale Kortfilmfestival toont jaarlijks rond 30 internationale korte films in Bregenz. De beste films worden bekroond met de Gouden Eenhoorn.
Het lichtkunstfestival Lichtstadt Feldkirch laat internationale kunstenaars de stad Feldkirch vullen met lichtobjecten, projecties en sculpturen. De eerste editie vond plaats in 2018 en trok zo'n 30.000 bezoekers. Het festival vindt om de twee jaar plaats.
De FAQ Bregenzerwald is een sociaal forum in de vorm van een festival. Door lezingen, paneldiscussies, concerten, begeleide wandelingen en culinaire proeverijen te organiseren, wil het maatschappelijke vraagstukken in de samenleving in een zeer brede context belichten.
De Montforter Zwischentöne is een interdisciplinair festival in Feldkirch dat drie keer per jaar plaatsvindt. Elke serie is gebaseerd op een specifiek onderwerp dat artistiek en dramaturgisch wordt geïnterpreteerd zonder genre-georiënteerde grenzen. Er zijn bijdragen op het gebied van muziek, poëzie, architectuur, wetenschap, dans enz. Het festival behandelt kwesties van sociale en persoonlijke ontwikkeling ter plaatse en geeft een impuls aan stedelijke en regionale ontwikkeling.
Tanzcafé Arlberg is een serie concerten die in de lente gedurende twee weken plaatsvinden in skihutten in Lech/Zürs. Het is bedoeld om skiërs buiten de skipiste te vermaken door livemuziek te bieden om op te dansen. De concerten variëren van pop tot swing tot rock'n'roll en ska. De reeks evenementen omvat een workshop over lindyhop.
Bezau Beatz is een muziekfestival dat sinds 2008 in augustus in Bezau plaatsvindt.
De Bludenzer Tage zeitgemäßer Musik is een festival voor hedendaagse muziek in Bludenz dat werd opgericht in 1988. Het doel van het festival is om hedendaagse muziek hoorbaar te maken in Bludenz.
Verder is Vorarlberg gastheer voor een verscheidenheid aan beurzen, congressen en exposities, waaronder het volksgezondheidsevenement Medicinicum Lech, het jaarlijkse interdisciplinaire symposium Philosophicum Lech en de literaire bijeenkomst Literaricum Lech. Verder wordt de designbeurs en festival POTENTIALe jaarlijks in Feldkirch gehouden.

### Musea, kunstprojecten en zienswaardigheden

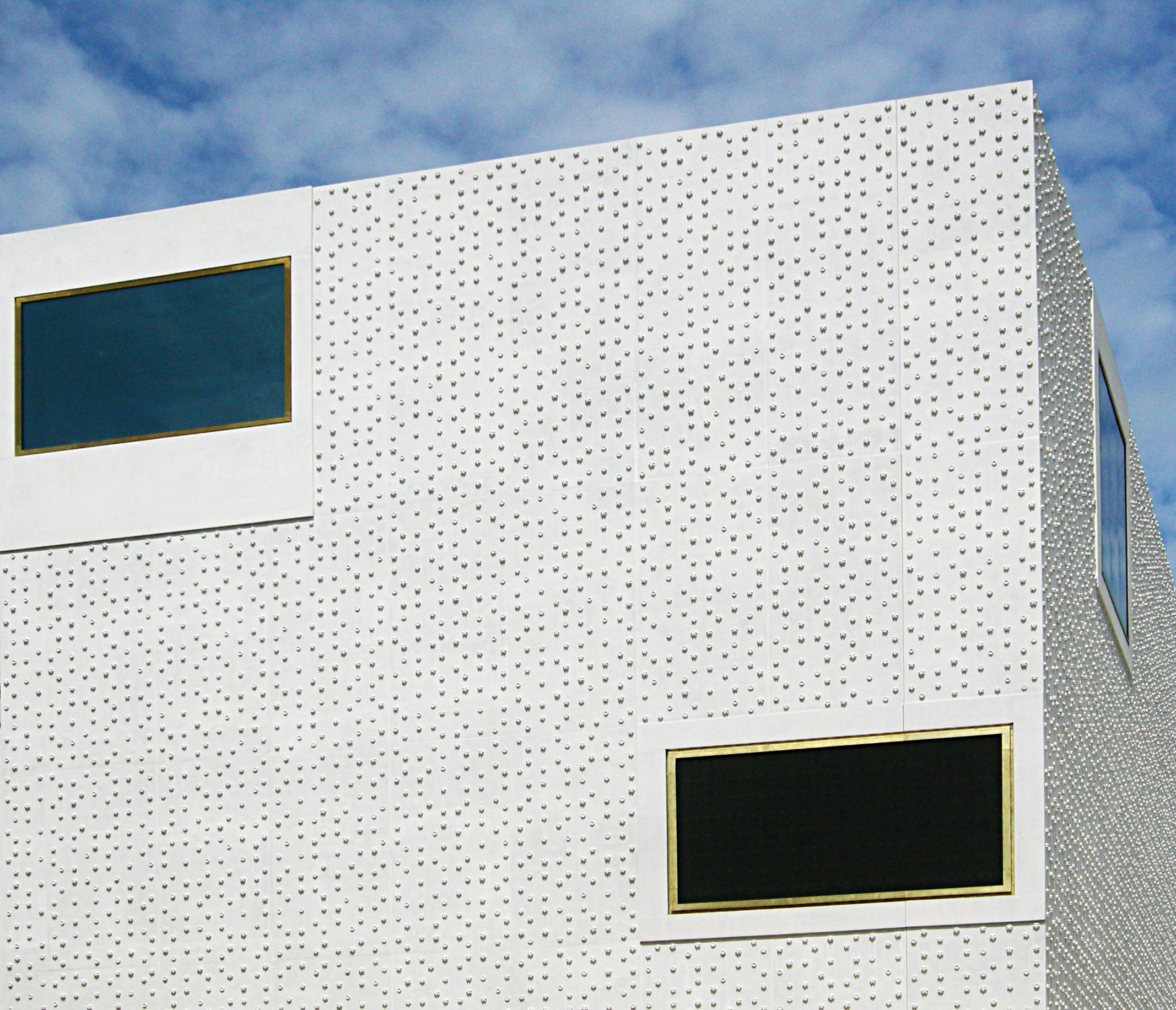
Het vorarlberg museum van buiten

Het vorarlberg museum in Bregenz is het nationale kunst- en cultuurmuseum van Vorarlberg. Het is gespecialiseerd in geschiedenis, kunstgeschiedenis, archeologie en Vorarlbergse folklore.
Het Angelika Kauffmann Museum in Schwarzenberg is gewijd aan het leven en werk van de Zwitserse schilderes Angelika Kauffmann. In hetzelfde gebouw is een museum voor de plaatselijke geschiedenis gevestigd.
De Skyspace Lech is een kunstinstallatie van James Turrell in Tannegg/Oberlech. Een skyspace is een afgesloten ruimte die door een groot gat in het plafond of in een koepel geopend kan worden. Tijdens zonsopgang en zonsondergang kunnen bezoekers het van kleur veranderende licht op de muren bekijken.
Het Joods Museum Hohenems focuseert op de geschiedenis van de Joodse gemeenschap in Hohenems van hun vestiging in de 17e eeuw tot hun deportatie in de 20e eeuw. Daarnaast staan de diaspora en de Europese immigratiemaatschappij centraal. De permanente tentoonstelling toont onder andere een verzameling van alledaagse voorwerpen en persoonlijke documenten.
De Schattenburg is een hoogteburcht in Feldkirch. De Schattenburg werd rond 1200 gebouwd. Tegenwoordig is er is een bijgevoegd museum en restaurant.

### Architectuur

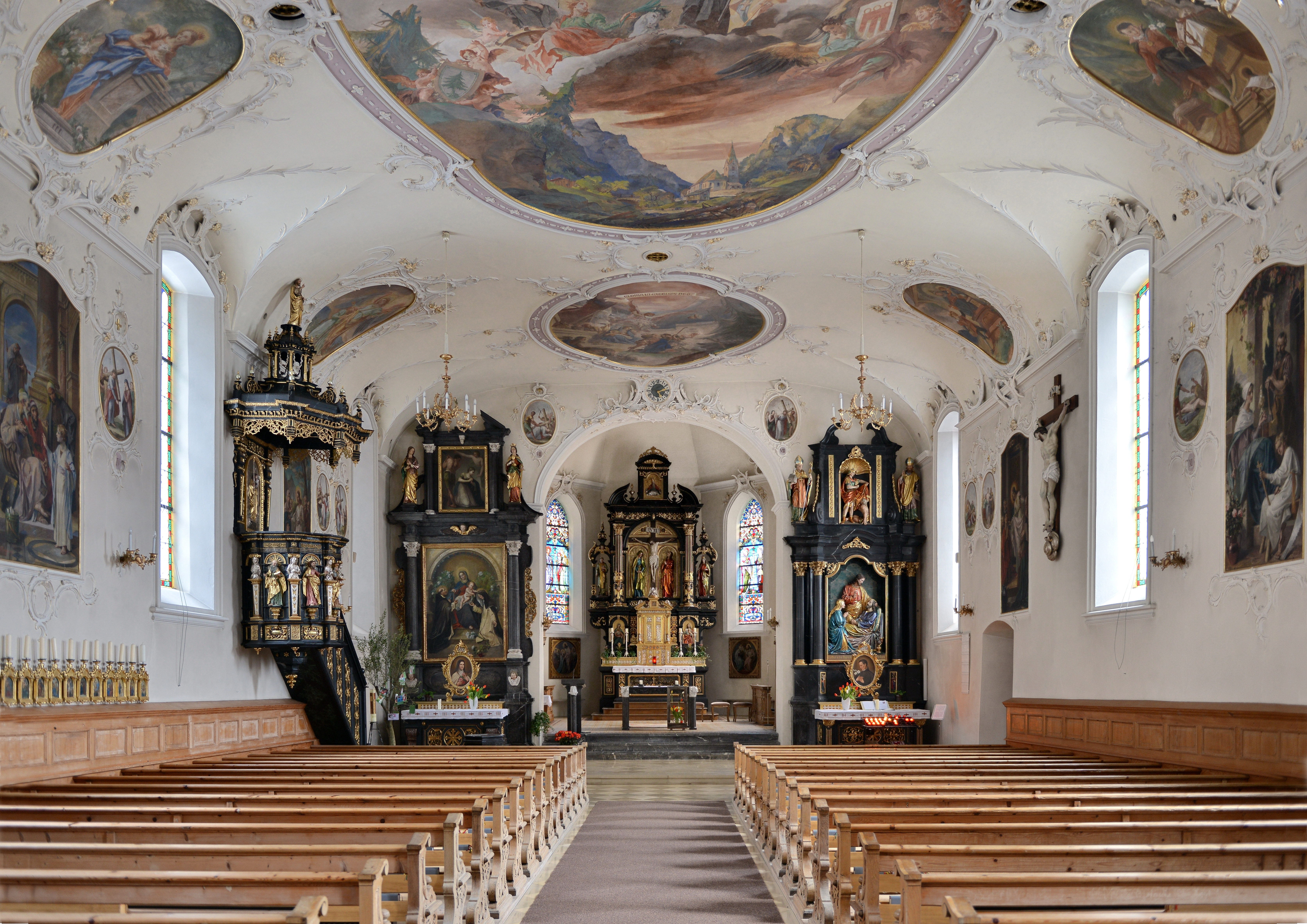
Gebarokkiseerde kerk Hl. Leonhard in Au

#### De barokke meesters van het Gilde van Au in de 17e/18e eeuw
Vorarlberg staat verder bekend om vele barokke bouwmeesters. De meest belangrijke bouwmeestergilde was de Auer Zunft (Gilde van Au) die in 1657 door Michael Beer gesticht werd. De Auer Zunft leidde in de 17e en 18e eeuw rond 200 barokke bouwmeesters, steenhouwers en timmerlieden op. Deze ambachtslieden schiepen een groot aantal bouwwerken in Vorarlberg, in Zwitserland, in de Elzas en in de Zuid-Duitse regio.

#### Boerenhuizen
De zelfstandige bouwvormen van het Bregenzerwälder huis, het Montafoner huis en het Rheintaler huis zijn bijzonder relevant voor de historische architectuur. Deze zijn gebouwd in steen en hout gemengde constructie. De oudste huizen van dit type werden gebouwd in de 15e eeuw. In het centrum van Schwarzenberg staan enkele goed bewaarde en relatief uniforme Bregenzerwald-huizen die rond dezelfde tijd, na de grote brand van 1755, zijn gebouwd.
Het Rheintal-huis is de traditionele landelijke huisvorm in Dornbirn en de omliggende gemeenten in het Vorarlberger Rijndal.

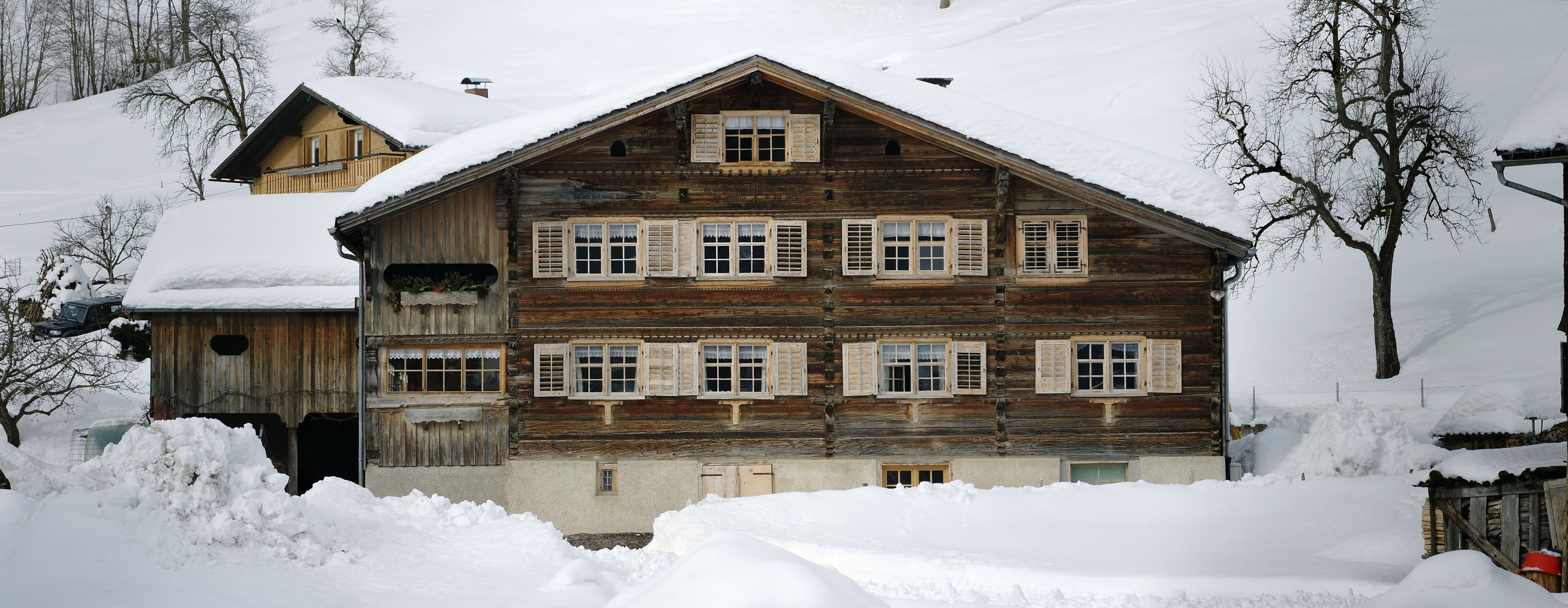
Bregenzerwälder huis in Schwarzenberg
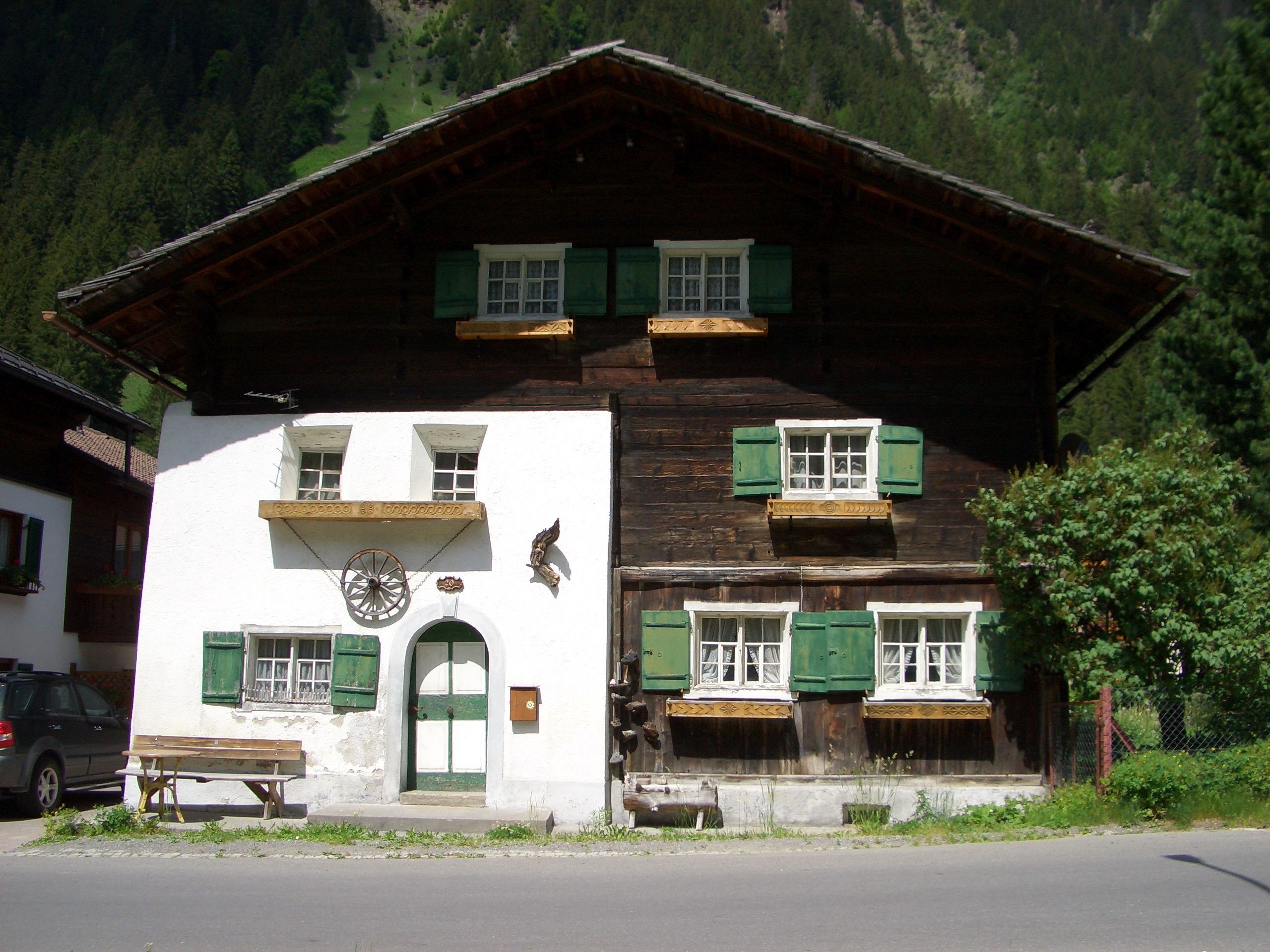
Montafoner huis in Partenen
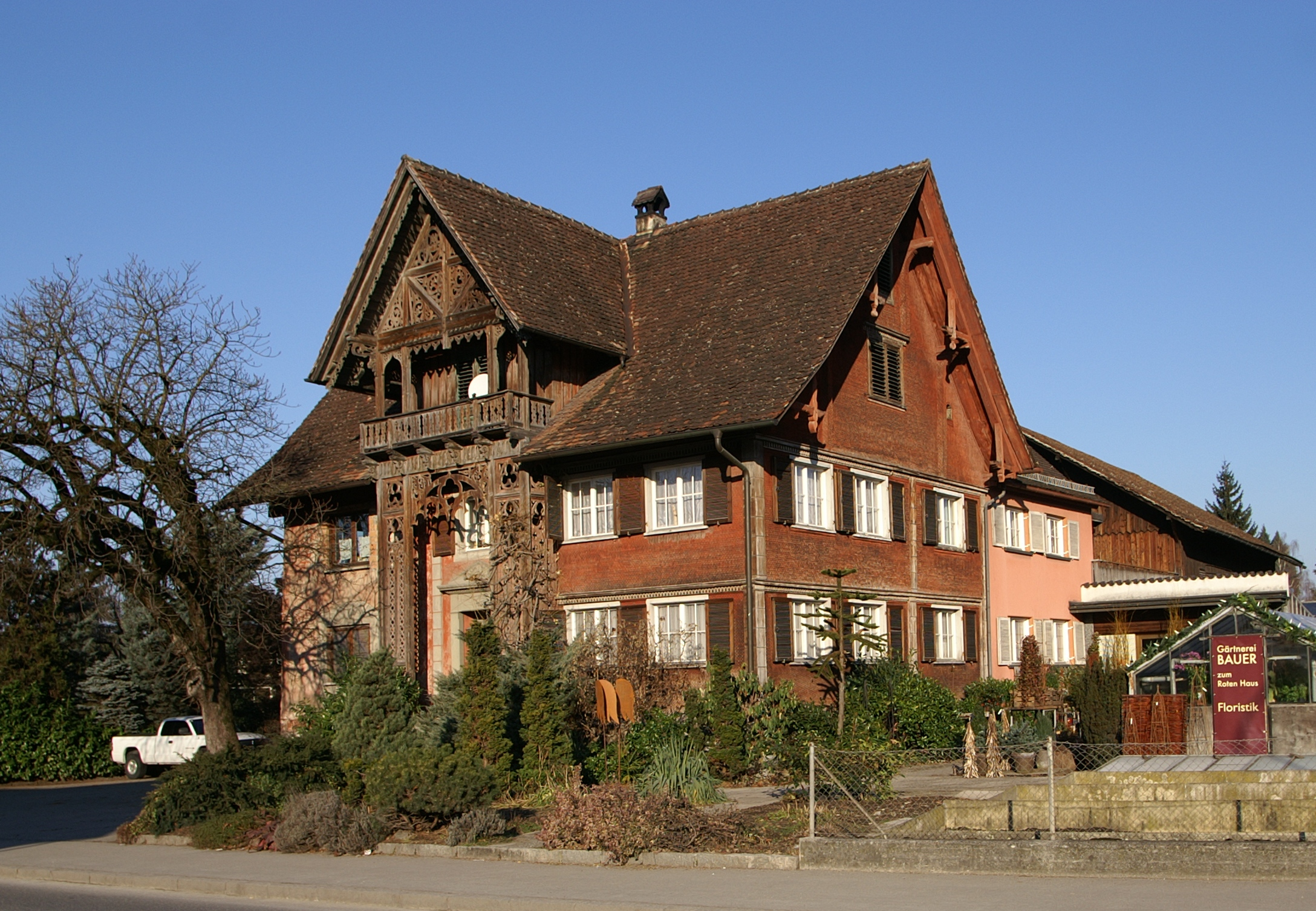
Rheintal-huis in Rankweil

#### Jugendstil (Art Nouveau)

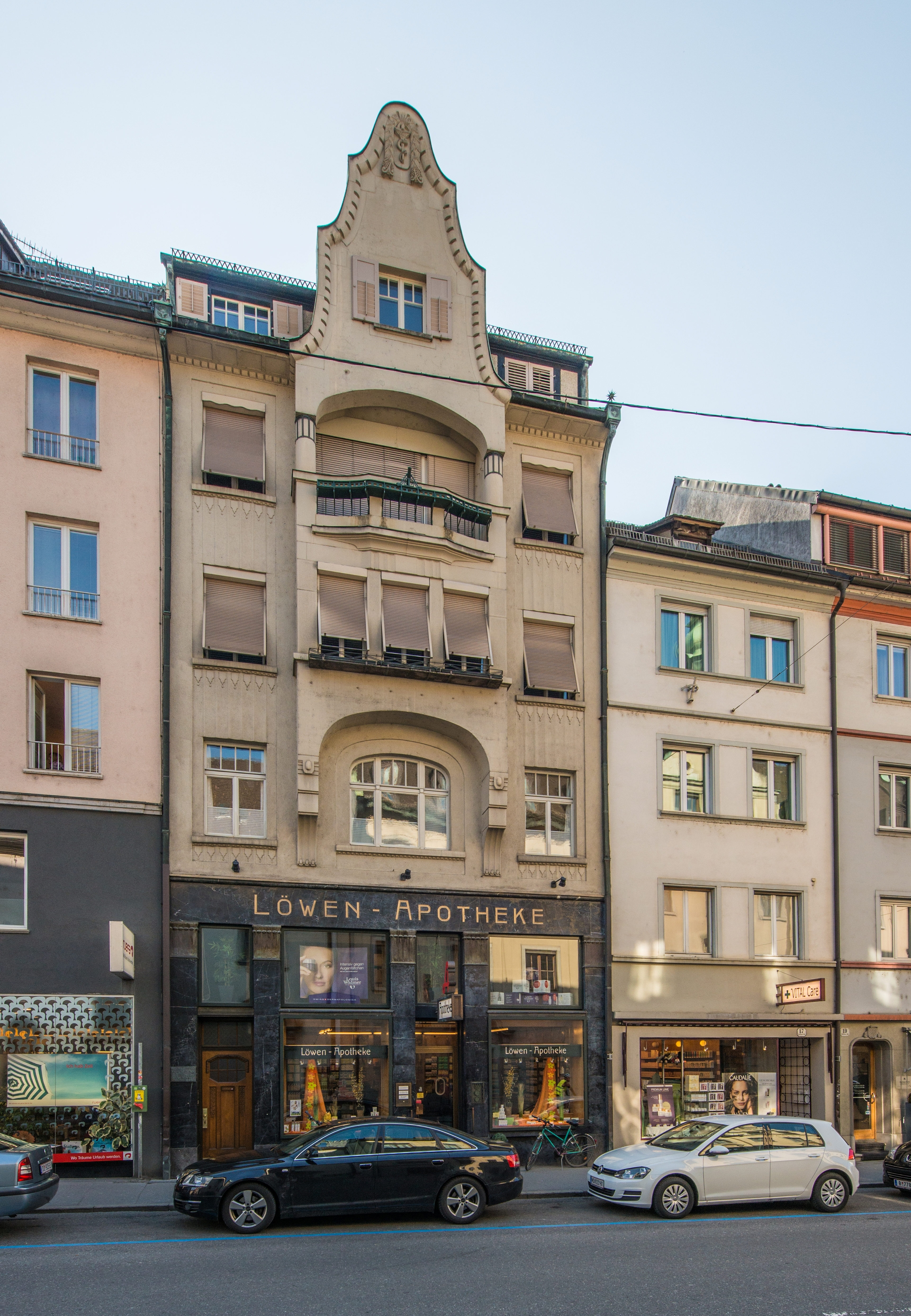
De Jugendstil Löwenapotheke in Bregenz

De stijl die rond de eeuwwisseling (19e en 20e eeuw) in Vorarlberg domineerde, wordt gekenmerkt door de "Heimatstil", de Zuid-Duitse variant van de Jugendstil. Een voorbeeld voor deze stijl is de Löwenapotheke in de Rathausstraße in Bregenz van Otto Mallaun. Andere opmerkelijke vertegenwoordigers van de Jugendstil-architectuur in Vorarlberg zijn: Ernst Dittrich in Feldkirch (bijv. Regionale rechtbank van Feldkirch, Staatsdirectie van Financiën) en Hanns Kornberger in Dornbirn (bijv. De herenhuizen "Grabenweg Nr. 8" en "Schulgasse Nr. 17) "en in Hohenems (bijv. het voormalige ziekenhuis).

#### De Neue Vorarlberger Bauschule en de hedendaagse architectuur
De Neue Vorarlberger Bauschule wordt beschouwd als een van de belangrijkste pioniers van de nieuwe Alpine Architecture. De harmonieuze mix van moderne en hedendaagse architectuur zorgt voor interessante contrasten over Vorarlberg. Kenmerkend voor de historische architectuur is de eigenzinnige stijl van de traditionele huizen (bijvoorbeeld vakwerkhuizen) in het Bregenzerwald en Montafon. Bekende bekroonde architectuurprojecten zijn o.a. het Kunsthaus Bregenz, Vorarlberg museum in Bregenz, Michelehof Hard en Hotel Krone Hittisau.
Een voorbeeld voor hedendaagse Vorarlbergse architectuur bevindt zich in Dornbirn. Om de klimaatdoelstellingen te kunnen halen, wordt in Vorarlberg vanaf de jaren 2010 intensief onderzoek gedaan naar hernieuwbare energiebronnen en energie-efficiënte huizen. In 2012 werd het eerste niet-ingekapselde houten hybride complex van acht verdiepingen gebouwd: De LifeCycle-Tower ONE (LCT ONE). Deze is 27m hoog en van hout én beton. De dragende elementen zijn hierbij niet bekleed. De voordelen van dit vernieuwende project zijn milieu- en energie-efficiëntie, 90% minder CO2-uitstoot, een veel kortere bouwtijd en industriële productie van de componenten.

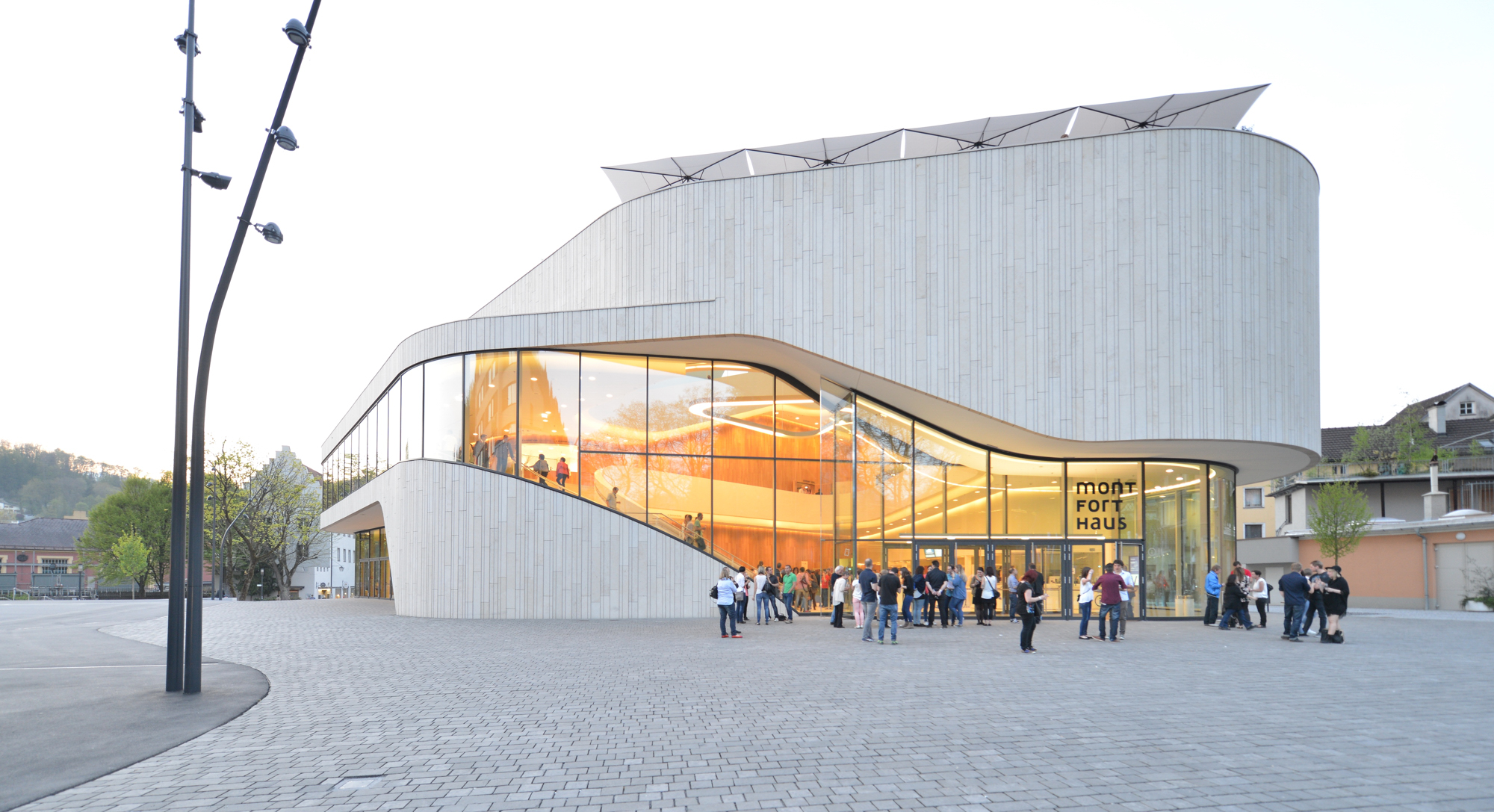
Het Montforthaus in Feldkirch

Het Montforthaus in Feldkirch is een congres- en cultuurhuis dat in 2015 is heropend. Het Montforthaus is een openbare locatie voor bals, congressen, concerten en theatervoorstellingen. Het werd ontworpen door ARGE Hascher & Jehle en Mitiska Wäger Architekten. De Vorarlbergse bouwersprijs werd in 2015 uitgereikt en de Oostenrijkse staatsprijs voor architectuur en duurzaamheid in 2017.
De BUS:STOP Krumbach is een project dat in 2014 werd afgesloten. Zeven bushaltes in Krumbach werden door internationale architecten gedesignd en door lokale ambachtslieden vervaardigd en geïnstalleerd. Het project won meerdere prijzen waaronder de Oostenrijkse staatsprijs voor architectuur.

De Skyspace Lech, een walk-in kunstinstallatie, van James Turrell werd 2018 in Oberlech geopend. Een skyspace is een afgesloten ruimte die door een groot gat in het plafond naar de hemel open is. Het architectonisch ontwerp zet het van kleur veranderende licht op de muren en in de lucht tijdens zonsopgang en zonsondergang in beeld.

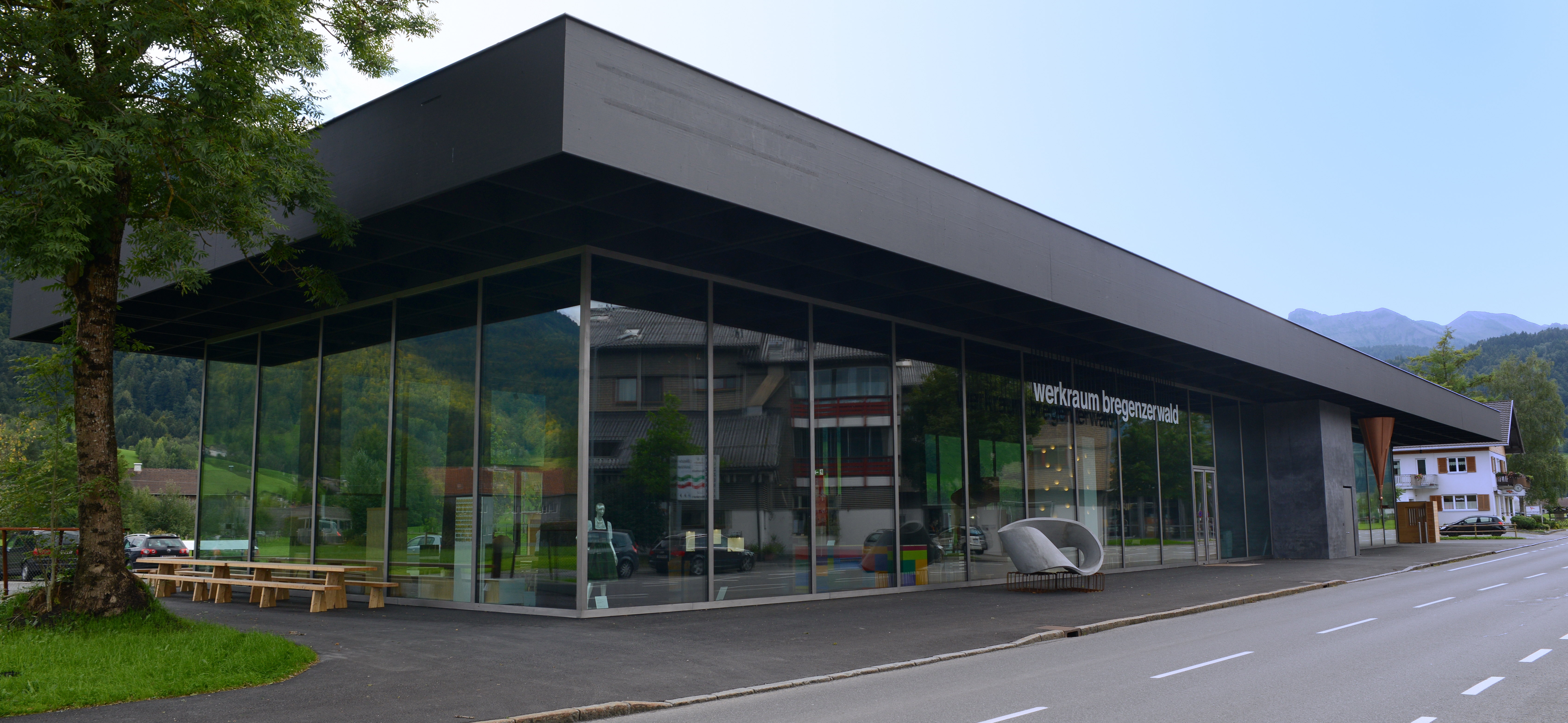
De Werkraum Bregenzerwald werd in 2013 geopend

#### Initiativen voor de steuning van ambacht en architectuur
De Werkraum Bregenzerwald is een vereniging van ambachtslieden in het Bregenzerwald, opgericht in 1999. Het beoogt netwerken en ondersteuning van ambachtelijke, ontwerp- en technologiebedrijven in het gebied. De publiek toegankelijke plek wordt gebruikt om het vakmanschap te presenteren, de bouwcultuur te bevorderen in samenwerking met architecten en om ontwerpcompetentie en kwaliteit van vakmanschap te vergroten met de voorkeur van jongeren.
Het Werkraumhaus werd door Peter Zumthor ontworpen en in 2013 geopend. Het gebouw ontving meerdere prijzen, daaronder "BTV Bauherrenpreis 2013", ZV Bauherrenpreis 2014 en de 7e Vorarlberger Hypo-Bauherrenpreis 2015.

## Sportieve evenementen

#### Winter
Tussen 1988 en 1994 vonden in het skigebied Lech-Zürs een aantal FIS WK-skiraces plaats. De wedstrijden voor dames vonden in Schruns, Mellau, Lech en Schwarzenberg plaats, degene voor heren alleen maar in Lech. De meest succesvolle alpineskiër uit Vorarlberg, Marc Girardelli, skiede trouwens voor Luxemburg. Hij won 46 keer de alpineskiën wereldkampioenschappen.
De Witte Ring is een skitocht in Lech am Arlberg. Met 22 km is de Witte Ring de langste skirit ter wereld. Het bestaat uit 5 afdalingen, 6 liften en een langlauf-loipe. Tussen het start- en eindpunt is er een hoogteverschil van ongeveer 5.500 meters.
In november 2020, na 26 jaar, worden in Lech-Zürs weer alpine skiraces in het kader van de Wereldkampioenschappen alpineskiën 2021 gehouden. Er worden 20.000 toeschouwers verwacht. De races vinden plaats op 14 en 15 november in de Flexenarena Zürs onder de naam "Flexenrace". Ze zullen bestaan uit parallelle skiraces (mannen/vrouwen) en een gemengd teamevenement.

#### Zomer
In het Möslestadion in Götzis wordt jaarlijks de Hypomeeting, een internationale meerkampwedstrijd, gehouden. De wedstrijd geldt volgens de IAAF als best bezette meerkampmeeting ter wereld.
De Montafon-Arlberg Marathon is een bergmarathon met 1.500 meter hoogte midden in het Europees beschermd gebied Verwall.
De Wereldbeker Montafon is sinds 2012/13 deel van de FIS Wereldbeker snowboarden. Dit evenement in het Montafon vindt jaarlijks in december plaats. De wedstrijden worden gehouden in het skigebied Silvretta Montafon. Tijdens het WK kunnen bezoekers overdag de snowboarders en skiërs bekijken en 's nachts genieten van concerten in Schruns.

In 2007 was Dornbirn voor de eerste keer locatie van de Wereld Gymnaestrada (13e Wereld Gymnaestrada). Aan het evenement namen ongeveer 21.000 gymnasten uit 56 federaties deel. Dornbirn was opnieuw gastheer voor de 16e Wereld Gymnaestrada in 2019. Er namen ongeveer 18.000 atleten uit 66 landen deel.

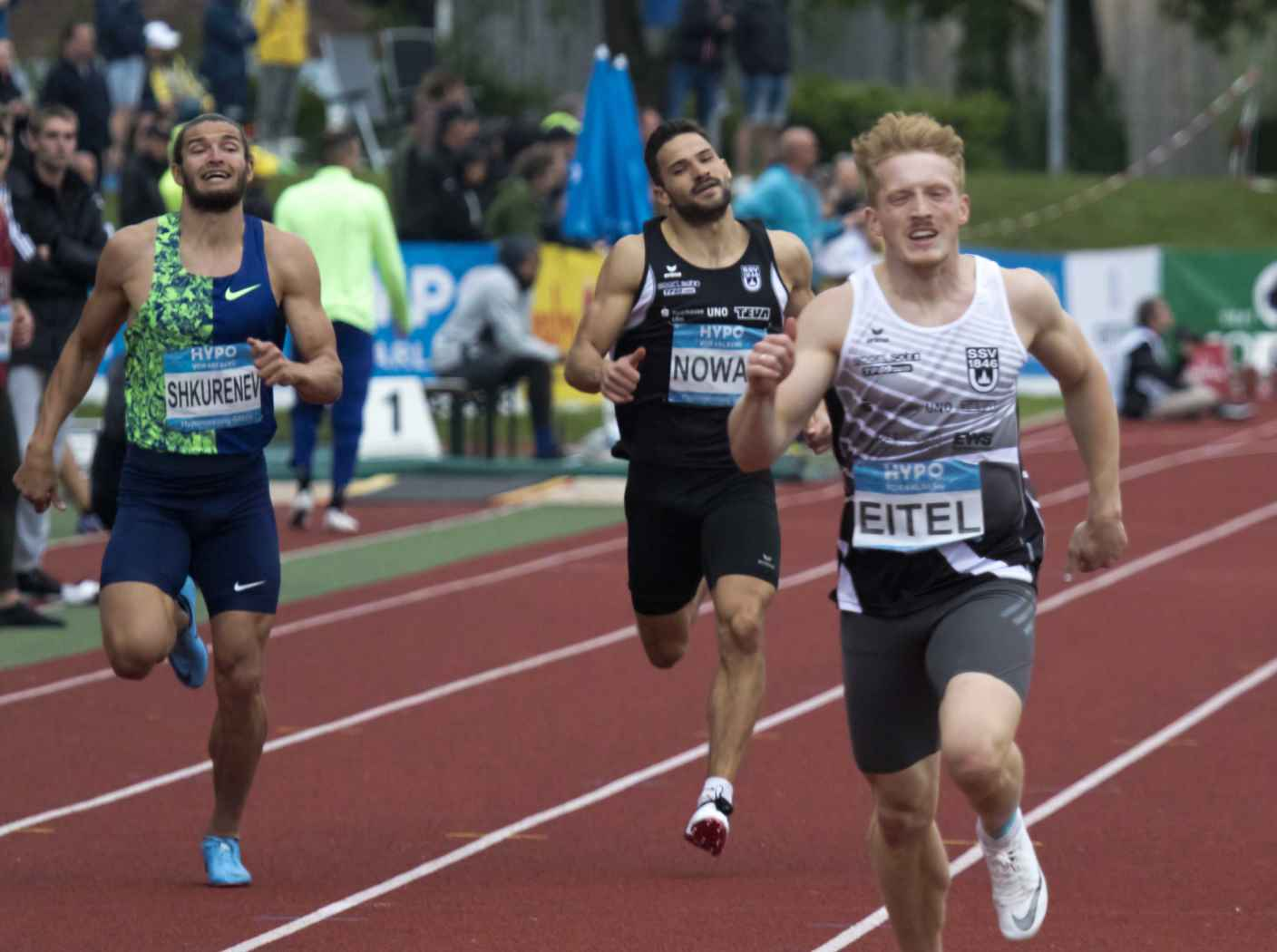
Heren 400 meter race op de Hypo-Meeting 2019 in Götzis
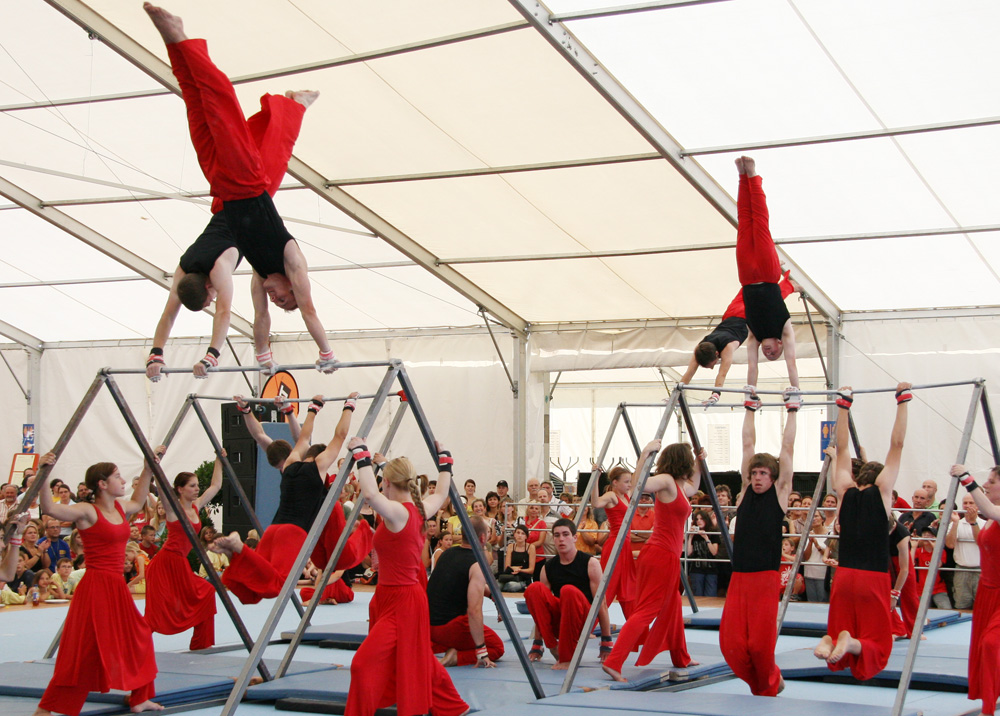
Impressie van de Wereld Gymnaestrada 2007 in Vorarlberg
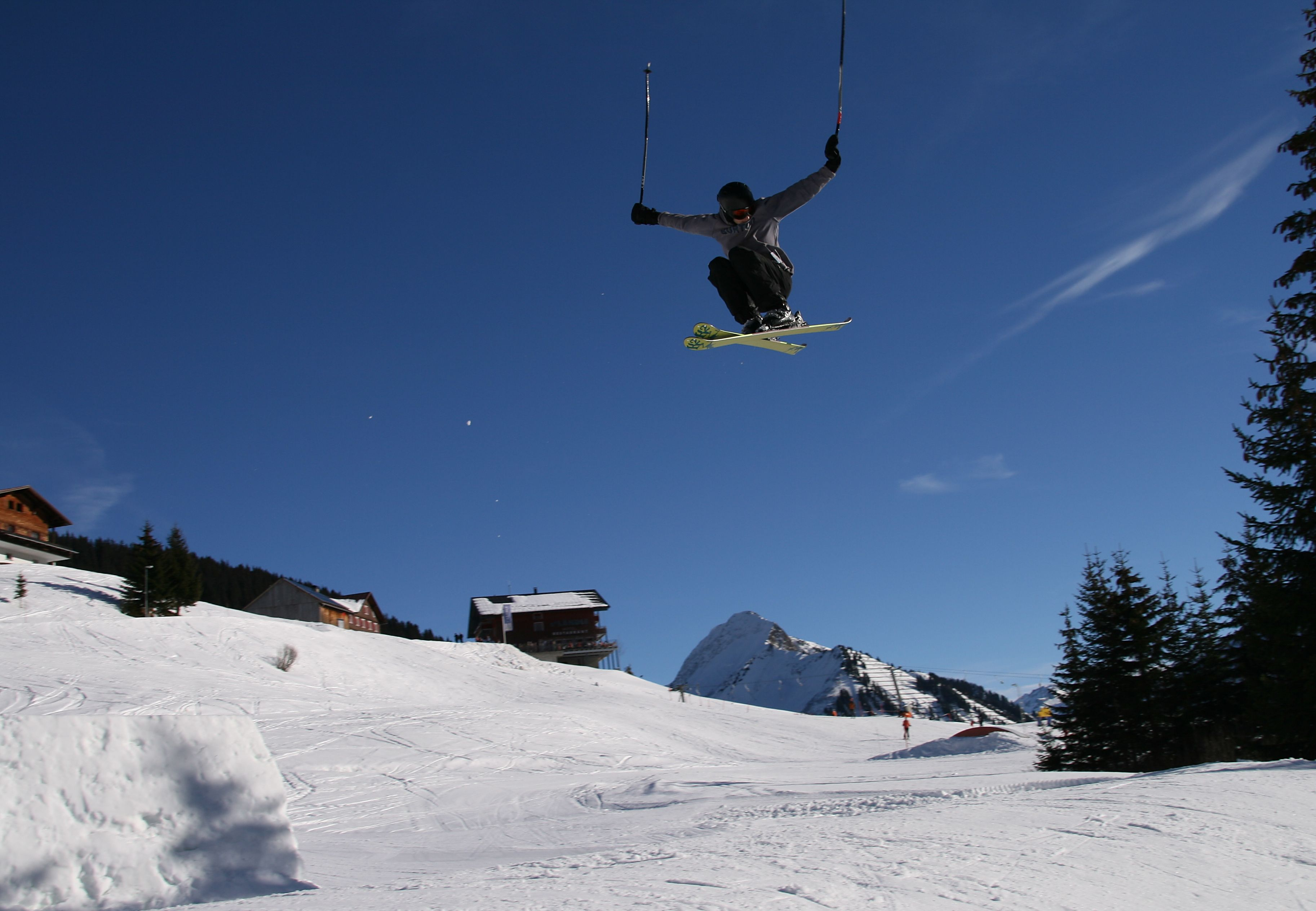
Ski cross skiër in Damüls

## Geboren
De volgende bekende personen werden in Vorarlberg geboren:
- Hugo I. von Montfort († 1228),
- Franz Anton Beer (1688–1749), barokke bouwmeester
- Franz Michael Felder (1839–1869), auteur, boer, sociale hervormer
- Lorenz Böhler (1885–1973), chirurg
- Gertrude Anna Luise Therese Thusnelde ‘Traut’ von Sarnthein (1918–1959), in 1939 getrouwd met olympisch zeiler Ernst Moltzer
- Artur Doppelmayr (1922–2017), ondernemer en kabelbaanpionier, zie Doppelmayr
- Michael Köhlmeier (1949), auteur
- Hans-Jörg Schelling (1953), ÖVP-politicus en Oostenrijkse Bondsminister van Financiën 2014–2017
- Ingrid Thurnher (1962), ORF-presentatrice
- Stefan Sagmeister (1962), grafisch ontwerper en typograaf
- Marc Girardelli (1963), alpineskiër
- Anita Wachter (1967), alpineskiester
- Matthias Strolz (1973), NEOS-politicus (2013–2018)
- Christine Scheyer (*1994), alpineskiester
- Katharina Liensberger (1997), alpineskiester